# Emirates (авиакомпания)
Emirates (араб. طيران الإمارات‎) — одна из крупнейших мировых авиакомпаний, базируется в Дубае (ОАЭ). Создана в 1985 году высшим руководством эмирата Дубай для развития туризма и инфраструктуры Арабских Эмиратов. Является дочерней структурой The Emirates Group. Это крупнейшая авиакомпания Ближнего Востока, выполняющая более 3600 рейсов в неделю, в более чем 150 пунктов назначения в 80 странах мира на шести континентах. Грузовые перевозки осуществляются авиакомпанией Emirates SkyCargo.
По показателю «пассажиро-километры» Emirates — четвёртая в мире среди авиакомпаний, осуществляющих регулярные коммерческие перевозки, четвёртая по количеству перевезённых пассажиров на международных рейсах, и вторая по показателю перевезённого груза в тонно-километрах. С марта 2016 года по февраль 2017 года авиакомпания выполняла самый длинный беспосадочный коммерческий рейс из Дубая в Окленд.
В октябре 2008 года Emirates перевела все свои рейсы в Международном аэропорту Дубая в терминал 3.
Emirates является одной из немногих авиакомпаний, которая эксплуатирует парк, состоящий исключительно (не включая Emirates Executive) из широкофюзеляжных самолётов производства Airbus и Boeing. По состоянию на январь 2019 года, Emirates крупнейший оператор Airbus A380 со 115 самолётами, при этом, авиакомпанией заказаны ещё 52 таких самолёта. С момента своего появления Airbus A380 стал неотъемлемой частью парка Emirates, которые эксплуатируются на дальнемагистральных маршрутах с высокой пассажирской загрузкой. Авиакомпания, также, является крупнейшим в мире оператором Boeing 777 со 174 самолётами в эксплуатации.

## История Emirates

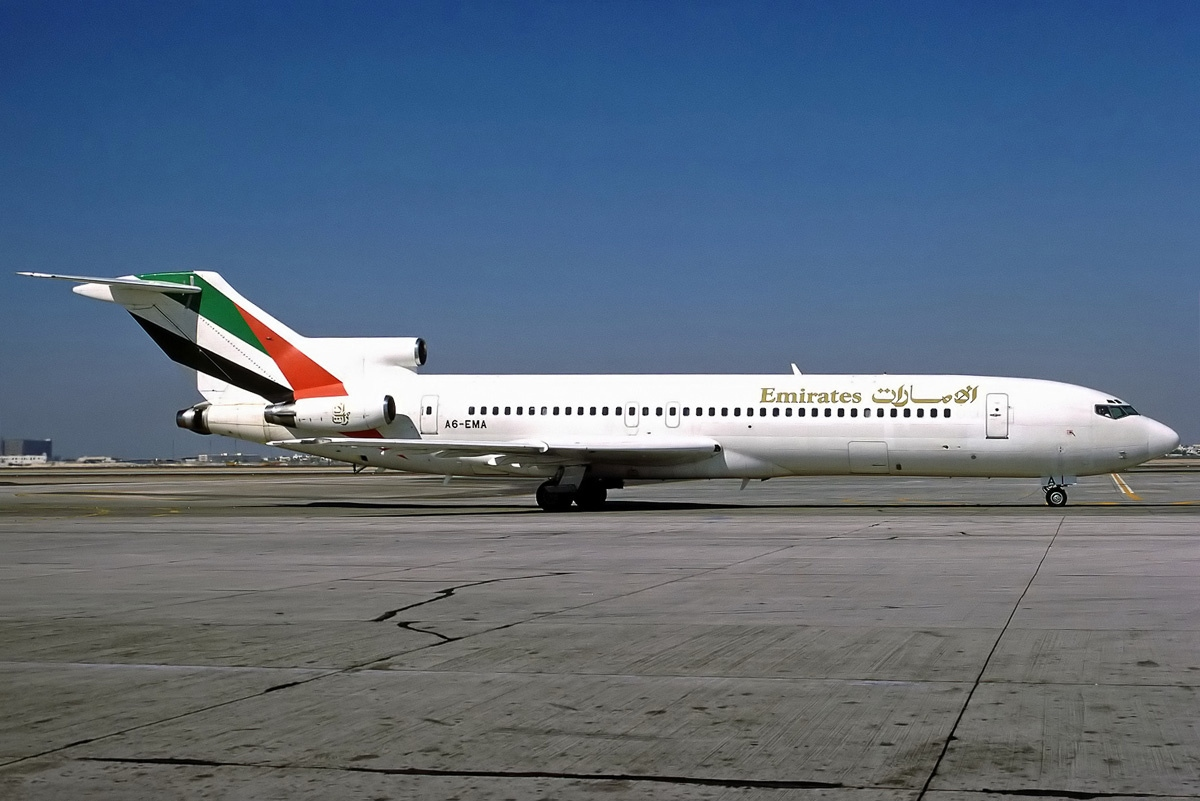
Emirates Boeing 727-2M7-Adv

### Основание и первые годы

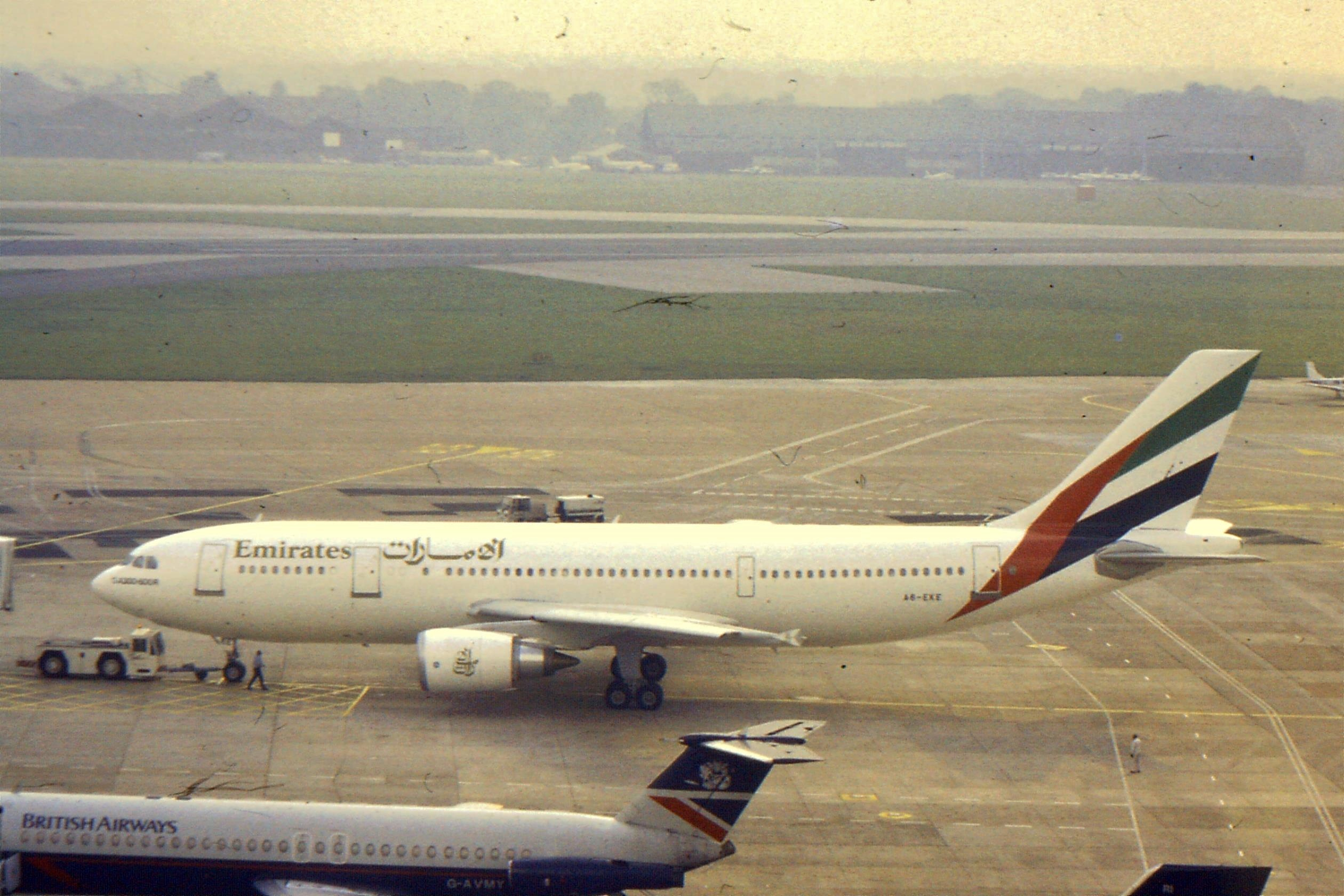
Emirates Airbus A300, бортовой номер A6-EKE, в аэропорту Манчестера

Авиакомпания Emirates была создана в марте 1985 года при поддержке королевской семьи Дубая. Одной из причин было сокращение своего присутствия в Дубае авиакомпании Gulf Air. Два первых самолёта, Boeing 737-300 и Airbus A300B4-200, были взяты у Pakistan International Airlines в мокрый лизинг. Ещё два самолёта Emirates получили от авиакомпании правительства Дубай Dubai Air Wing, это были два подержанных Boeing 727-200. Начальный капитал авиакомпании составлял всего 10 миллионов долларов США. Первый рейс авиакомпании, рейс EK600, по маршруту Дубай-Карачи, был совершён 25 октября 1985 года. Председателем правления Emirates стал Ахмед бен Саид Аль-Мактум, который остаётся им по сей день. Генеральным директором (CEO) компании стал Морис Фланаган, ранее работавший в British Airways, Gulf Air и BOAC. В 2000 году Фланаган был удостоен Ордена Британской империи (CBE), а в 2010 был удостоен и рыцарского звания (KBE). За первый год авиакомпания перевезла около 260 тысяч пассажиров и 10 тысяч тонн грузов. Gulf Air с первого года деятельности Emirates потерпела 56 % снижение прибыли, а со следующего года начала терпеть убытки.
В 1986 году Emirates расширила маршрутную сеть, добавив рейсы в Коломбо, Дакку, Амман и Каир.
3 июля 1987 года авиакомпания получила свой первый купленный самолёт, Airbus A310 (A6-EKA). 6 июля 1987 года был открыт прямой рейс в аэропорт Лондон-Гатвик, позднее, в том же году, во Франкфурт через Стамбул и Мале, Мальдивы.
За 38 месяцев работы маршрутная сеть насчитывала 12 пунктов назначения.
В 1989 году появились новые маршруты: Бангкок, Манила и Сингапур, в 1991 году открыт рейс в Гонконг.

### Рост 1990-х годов

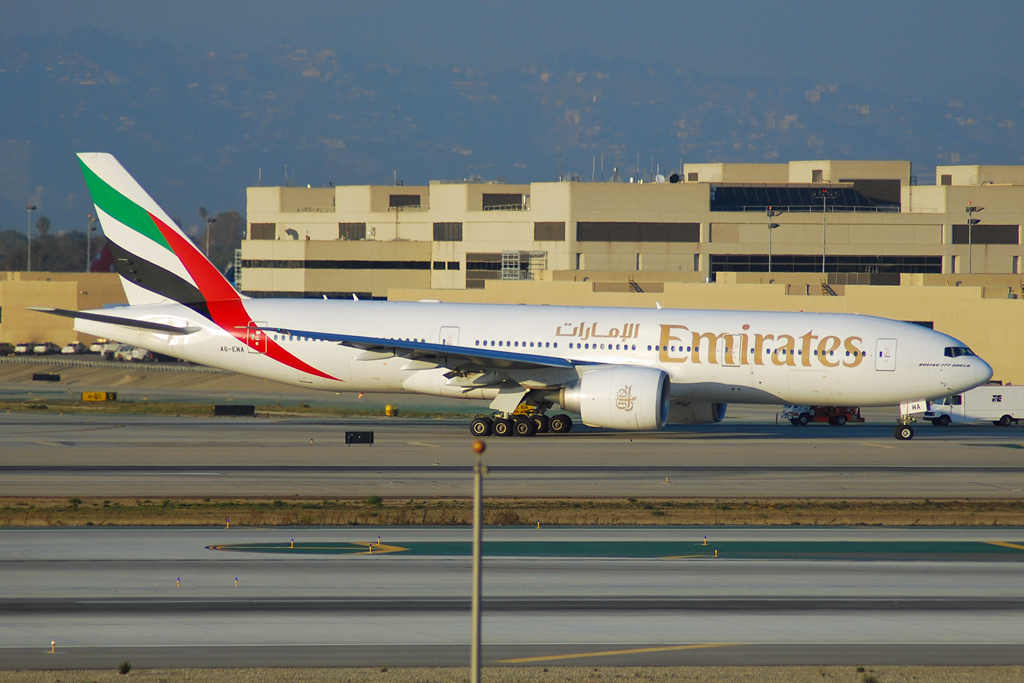
Emirates Boeing 777-200

К началу 1990-х годов Emirates входила в число самых быстрорастущих авиакомпаний мира, доход ежегодно увеличивался примерно на 100 миллионов долларов США. В том же году авиакомпания перевезла 1,6 миллиона пассажиров и 68 тысяч тонн грузов.
В середине 1990-х годов Emirates перевозила уже около трёх миллионов пассажиров в год из Международного аэропорта Дубай. На долю от перевозки грузов, приходилось 16 процентов от общей выручки авиакомпании.
Осенью 1993 года Emirates заключила партнёрство с US Airways, и с этого момента начинает осуществлять перевозки по всему миру. Ранее, авиакомпания имела соглашение о сотрудничестве с Cyprus Airways.
К 1995 году авиакомпания увеличила свой парк самолётов до шести Airbus A300 и восьми Airbus A310 и имела маршрутную сеть из 37 направлений в 30 странах. В 1996 году авиакомпания получила свой первый лайнер Boeing 777-200, а вскоре за ним последовали шесть Boeing 777-200ER. Появление этих дальнемагистральных самолётов позволило Emirates открыть рейсы в Мельбурн.
В 1998 году был образована дочерняя компания Emirates Sky Cargo. До этого момента, все грузы авиакомпанией перевозились на борту пассажирских самолётов.
В мае 1998 года Emirates выплатила правительству Шри-Ланки 70 миллионов долларов США за 43,6 % акций авиакомпании SriLankan (AirLanka). В рамках сделки, Emirates получил 10-летний контракт на оперативное управление шри-ланкийской компанией. В 2008 году было объявлено о прекращении действия контракта. Впоследствии, Emirates продала свою долю правительству Шри-Ланки акции на сумму около 150 миллионов долларов США, сделка была завершена в 2010 году, тем самым положив конец сотрудничеству между двумя авиакомпаниями.

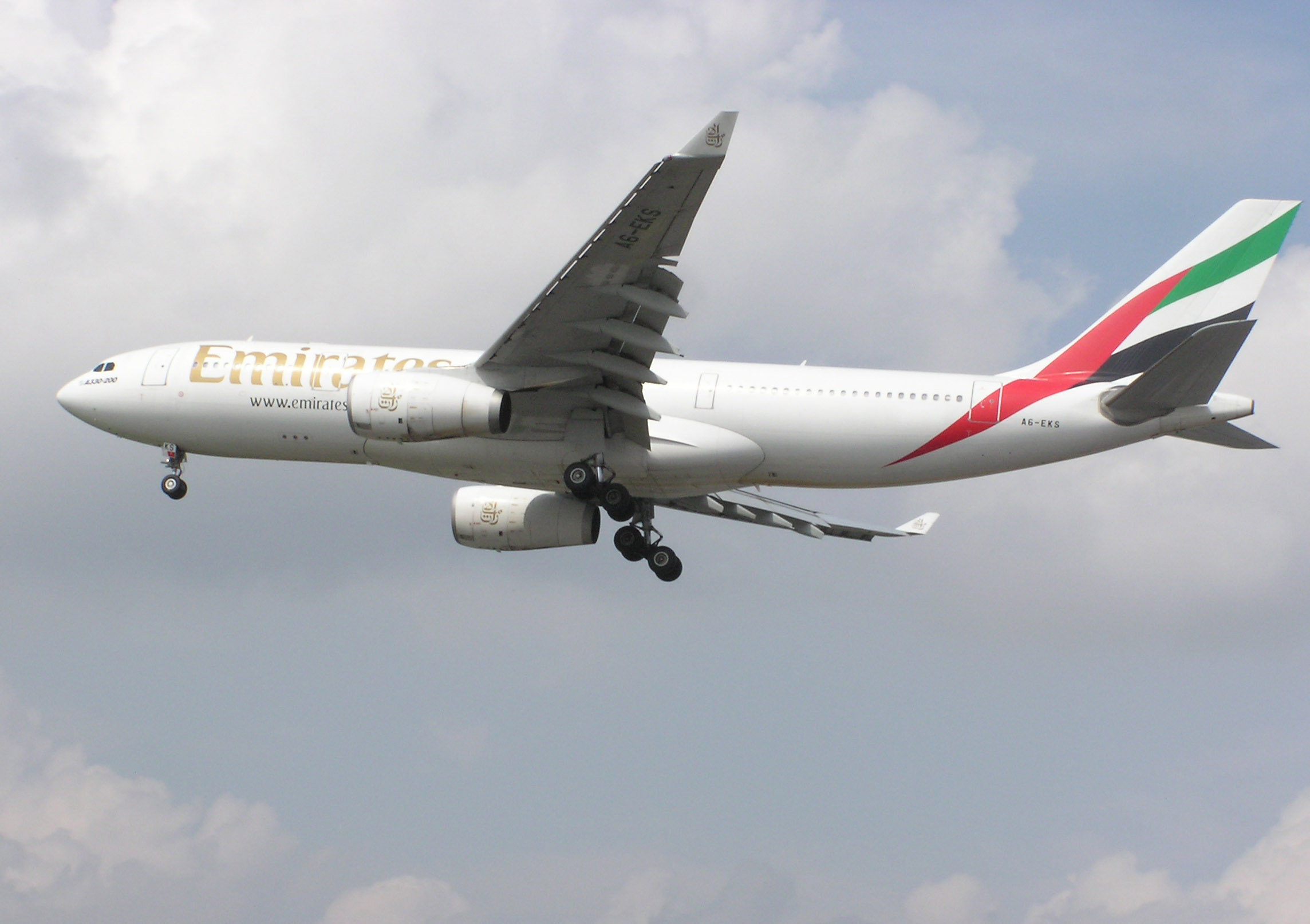
Emirates Airbus A330-200

### Современный период

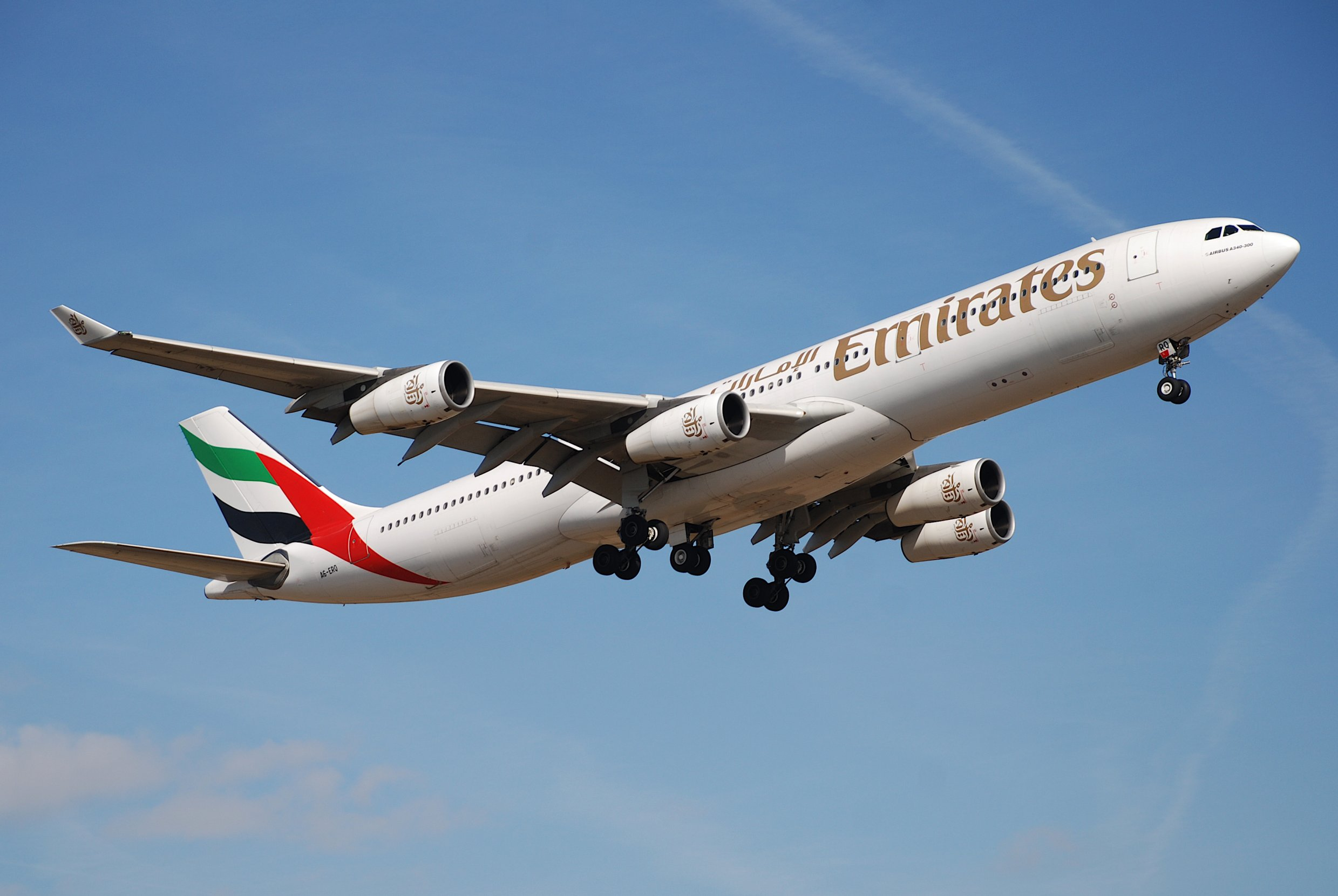
Emirates Airbus A340-300, бортовой номер A6-ERQ, взлёт из аэропорта Цюриха

В 2000 году Emirates разместила заказ на 25 самолётов Boeing 777-300, 8 Airbus A340-500, 3 Airbus A330-200 и 22 Airbus A380
[[
|мини|справа]]

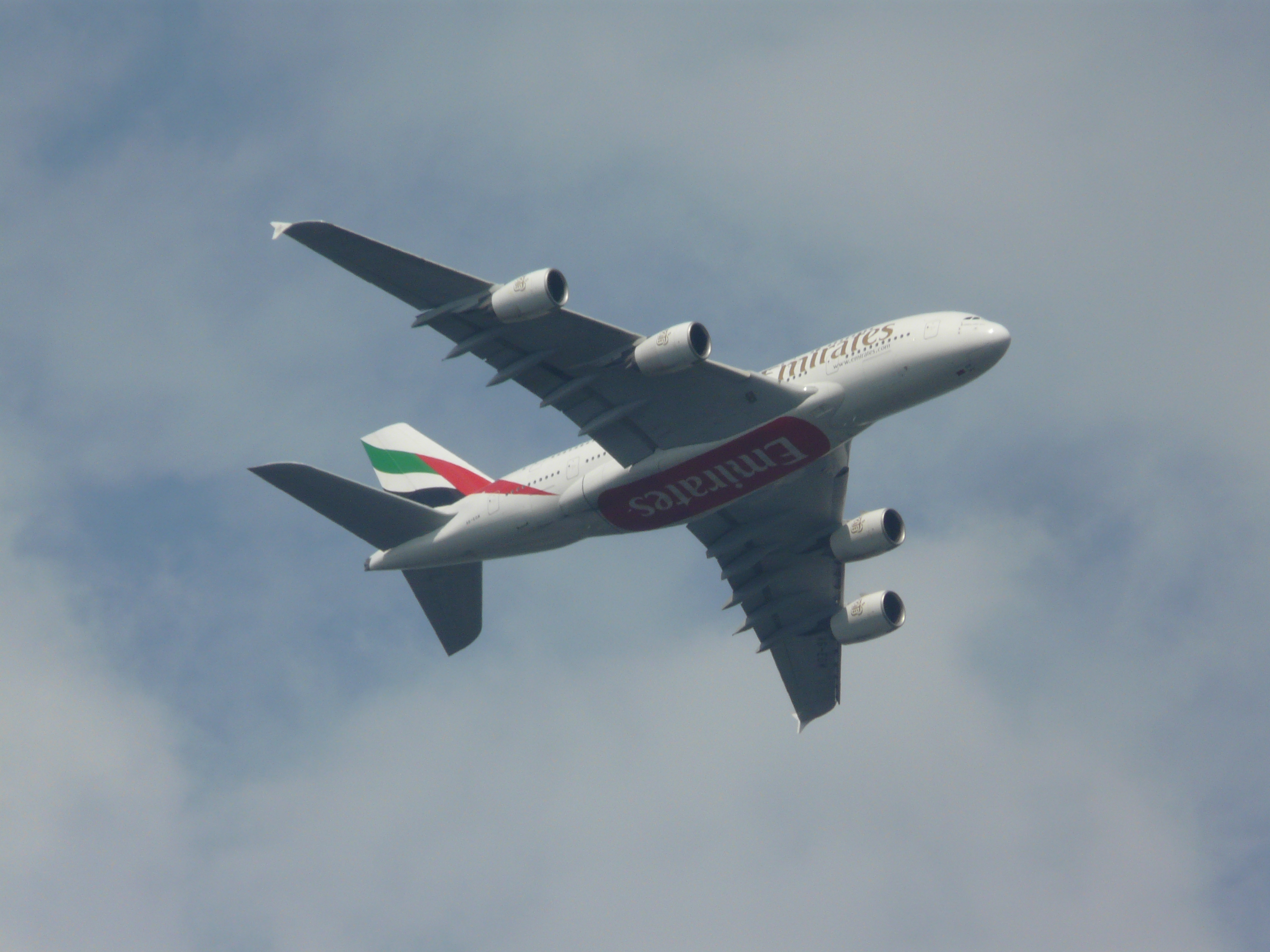
Airbus A380-800 Emirates с бортовым номер A6-EDM.

. В этом же году была запущена программа часто летающих пассажиров Skywards. В 2002 году число пассажиров авиакомпании увеличилось на 18 % и превысило 6,8 миллиона человек по сравнению с предыдущим годом.
2001/2002 финансовый год оказался одним из самых сложных для Emirates. В результате бомбардировки аэропорта Коломбо, были уничтожены три и повреждены ещё три из двенадцати самолётов авиакомпании SriLankan. Несколько месяцев спустя, после терактов 11 сентября, из-за снижения интереса к авиаперевозкам, последовали многочисленные отмены рейсов. Авиакомпания объявила о замораживании набора персонала, но не сделала никаких сокращений. Была снижена частота полётов по многим направлениям. Нестабильная ситуация в регионе, однако, принесла пользу Emirates, так как другие авиакомпании сократили рейсы в Дубай и снизили конкуренцию.
На Парижском авиасалоне в 2003 году авиакомпания сделала заказ на 71 самолёт стоимостью 19 миллиардов долларов США. Он включал твёрдые заказы на покупку 21 Airbus A380-800 и лизинг ещё двух таких самолётов. Было объявлено, также, о заказах на 26 Boeing 777-300ER, приобретаемых в операционный лизинг.

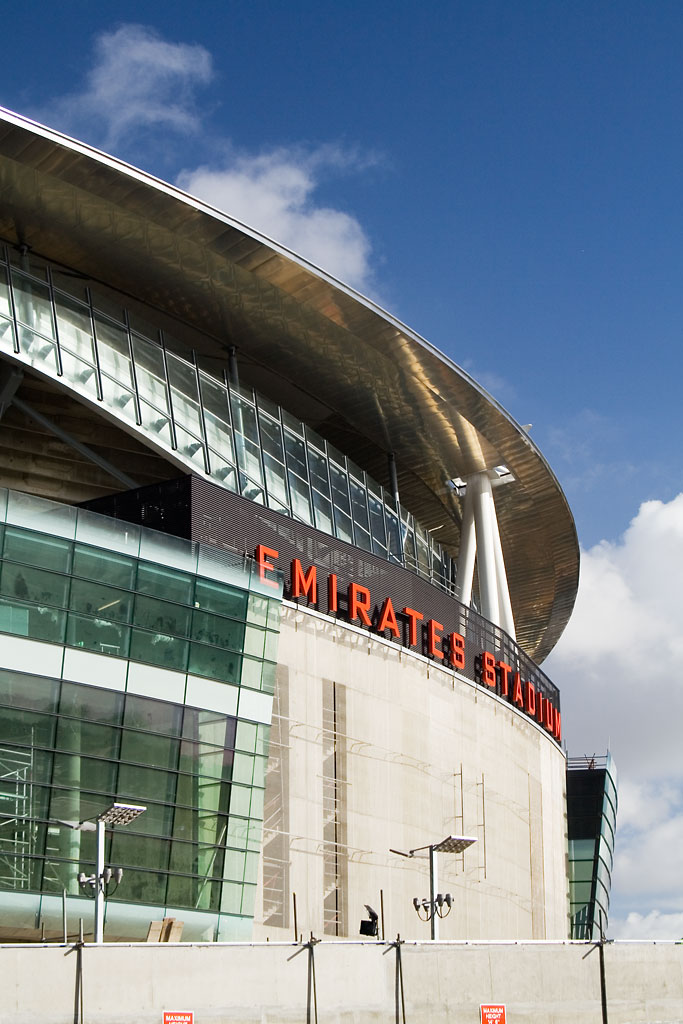
Emirates Stadium — стадион лондонской футбольной команды Арсенал

В 2004 году Emirates начала прямые рейсы в Международный аэропорт имени Джона Кеннеди в Нью-Йорке на своём новом Airbus A340-500. Эти рейсы возобновили беспосадочное авиасообщение между ОАЭ и США, после того, как Delta Air Lines прекратила полёты в 2001 году. В том же году авиакомпания заключила спонсорский контракт на 100 миллионов фунтов стерлингов с английской футбольной командой Премьер-лиги Арсенал, которая включает в себя права на имя нового стадиона команды в течение 15 лет и нанесение своего логотипа на спортивную форму команды в течение 8 лет, начиная с сезона 2006/07 года.
В 2005 году Emirates заказала 42 самолёта Boeing 777 на сумму 9,7 миллиарда долларов, что является крупнейшим заказом этого самолёта в истории.
В 2007 году, на авиасалоне Dubai Air Showen был сделан заказ на сумму более 34,9 миллиардов долларов. Были заключены контракты на 120 самолётов Airbus A350 XWB, 11 A380 и 12 Boeing 777-300ER. Позднее был открыт новый маршрут в Сан-Паулу, это был первый беспосадочный рейс между Ближним Востоком и Южной Америкой, также, в аэропорту Дубая, начал работу собственный центр питания стоимостью 120 миллионов долларов.
С 2008 года все рейсы авиакомпании обслуживаются в терминале 3, построенного специально для нужд авиакомпании.
В 2009 году Emirates стала крупнейшим в мире оператором Boeing 777 (78 самолётов на тот момент). В 2010 году на авиасалоне в Фарнборо авиакомпания разместила заказ на 30 самолётов Boeing 777 стоимостью 9,1 миллиардов долларов, в результате стоимость парка самолётов этого типа превысила 25 миллиардов долларов по каталожным ценам производителя. В 2011 году на авиасалоне Dubai Airshow был размещён ещё один заказ на 50 Boeing 777 стоимостью около 18 миллиардов долларов.
Устойчивый рост авиакомпании вызывает критику со стороны таких перевозчиков, как Lufthansa и Air Canada, которые заявляют, что Emirates имеет несправедливые преимущества. Обе авиакомпании активно лоббируют свои правительства на предмет ограничения рейсов Emirates в Германию и Канаду. В отчёте The Wall Street Journal за 2015 год, авиакомпания подвергалась критике за то, что часто занижала реальное время работы пилотов.
6 сентября 2012 года Emirates и Qantas подписали 10-летнее соглашение о создании крупного альянса, в рамках которого Qantas переместит свой хаб для своих европейских рейсов из Сингапура в Международный аэропорт Дубай. После заключения этого соглашения, пассажиры Emirates получили доступ к австралийской внутренней маршрутной сети Qantas, включающей более 50 направлений. Австралийская авиакомпания начала ежедневные рейсы на самолёте Airbus A380 из Сиднея и Мельбурна в Лондон через Дубай. Вместе две авиакомпании выполняли 98 рейсов в неделю между Австралией и ОАЭ. Qantas стала единственной авиакомпанией, кроме Emirates, работающей в Терминале 3 международного аэропорта Дубай. Авиакомпании адаптировали свои программы лояльности для часто летающих пассажиров, в частности Emirates добавила новый уровень, соответствующий платиновому уровню Qantas. Qantas прекратил собственные рейсы в Дубай с марта 2018 года, однако партнёрство будет продолжаться.
На авиасалоне в Дубае в 2013 году Emirates сделала исторический заказ на 150 самолётов Boeing 777X и 50 самолётов Airbus A380 с каталожной стоимостью 166 миллиардов долларов. Поставки Boeing 777X планируется начать в 2020 году, обновив парк самолётов. Авиакомпания объявила о своих планах по переносу всех рейсов в Международный аэропорт — Аль-Мактум после 2020 года, когда будет завершена первая фаза строительства аэропорта.
9 Ноября 2013 года, авиакомпания Emirates представила миру свой первый лёгкий спортивный самолёт.
12 ноября 2017 года авиакомпания согласилась приобрести 40 самолётов Boeing 787-10 Dreamliner на сумму 15,1 миллиардов долларов. Первые поставки запланированы на 2022 год. Эта сделка ударила по Airbus, так как ранее Emirates отменила твёрдый заказ на 70 самолётов A350.
18 января 2018 года авиакомпания разместила заказ на 20 Airbus А380 с опционом на 16 самолётов, поставки начнутся в 2020 году.
В 2018 году председателем совета директоров остаётся Ахмед бен Саид Аль Мактум, Тим Кларк занимает должность президента компании.
В 2020 году из-за пандемии коронавируса Emirates приостановила полёты и сократила персонал. По оценке президента компании может потребоваться до 4 лет, чтобы авиакомпания восстановила полёты по всем своим направлениям.
В 2020 году Тим Кларк покидает свою должность.
В 2022 году из-за вторжения России на Украину международное авиасообщение с Россией было практически полностью закрыто — однако Emirates продолжает выполнять регулярные пассажирские рейсы в Москву и Санкт-Петербург.
9 октября 2023 года из-за обострения конфликта между Израилем и ХАМАС, Emirates приостановила выполнение рейсов в Израиль, Тель-Авив.
15 июня 2025 года в связи с Ирано-израильским конфликтом, Emirates приостановила выполнение рейсов в Ирак, Иорданию, Ливан и Иран.

## Корпоративные данные
Авиакомпания Emirates является дочерней компанией The Emirates Group, которая сама принадлежит инвестиционной компании Правительства Дубая. Авиакомпания фиксировала прибыль каждый год, кроме второго года, и рост никогда не опускался ниже 20 % в год. За первые 11 лет рост удваивался каждые 3,5 года и с тех пор удваивается каждые 4 года.
В 2015 году Emirates выплатила дивиденды в сумме 708 миллионов долларов США. Правительство, за первоначально сделанный стартовый капитал в размере 10 миллионов долларов США и дополнительные инвестиции в размере около 80 миллионов долларов США на момент создания авиакомпании, получило 14.6 миллиардов дирхам от авиакомпании с момента начала выплаты дивидендов в 1999 году. Правительство Дубая остаётся единственным владельцем компании и не вкладывает никаких новых денег и не мешает работе авиакомпании.
У Emirates имеется 7 дочерних компаний, а у материнской компании, The Emirates Group — более 50. На конец финансового года, 31 марта 2018 года, в компании работало в общей сложности 62,356 сотрудников, а в The Emirates Group 103,363 человека.
Авиакомпания утверждает, что имеет более низкие выбросы вредных веществ в атмосферу, по сравнению с другими авиакомпаниями, из-за низкого среднего расхода топлива, менее четырёх литров на каждые 100 пассажиро-километров.

### Финансовые показатели
За первое полугодие финансового года 2018—2019 чистая прибыль авиакомпании составила 62 млн долларов США, что на 86 % ниже показателя прошлого года. Выручка Emirates, включая прочие доходы от основной деятельности, достигла 13,3 млрд долларов США, что на 10 % выше по сравнению с результатами, зафиксированными в прошлом году и равными 12,1 млрд долларов США. Данный результат обусловлен возросшим коэффициентом загрузки кресел, оптимизацией провозной ёмкости, несмотря на повышение цен, что отражает стабильный интерес клиентов к услугам авиакомпании.
Операционные расходы Emirates возросли на 13 %, тогда как общая провозная ёмкость увеличилась на 3 %. В среднем топливные издержки выросли на 42 % в сравнении с аналогичным периодом в прошлом году, что в значительной мере вызвано ростом цен на нефть (на 37 % выше, чем в прошлом году), а также возросшим на 4 % потреблением топлива в связи с расширением авиапарка. Расходы на топливо по-прежнему остаются крупнейшей статьёй издержек авиакомпании и составляют 33 % от всех операционных расходов в сравнении с 26 % годом ранее. Коэффициент занятости пассажирских кресел составил 78,8 %.
В период с 1 апреля по 30 сентября 2018 года Emirates перевезла 30,1 млн пассажиров, что на 3 % больше результатов прошлого года. Объём перевезённых грузов остался неизменным и составил 1,3 млн тонн, в то время как доходность возросла на 11 %.
Авиакомпания Emirates в 2020-м финансовом году получила убыток в размере $5,5 млн, в то время как годом ранее у неё была прибыль $288 млн. Убыток её материнской компании в 2020 году, Emirates Group, составил $6 млрд, и это первый убыток более чем за 30 последних лет,
| Финансовый год | Пассажиропоток (в тысячах человек) | Перевезено груза (в тысячах тонн) | Оборот (AED млн) | Расходы (AED млн) | Чистая прибыль(+)/Убыток(-) (AED млн) |
| -------------- | ---------------------------------- | --------------------------------- | ---------------- | ----------------- | ------------------------------------- |
| 31 Март 1998   | ▲3,683.4                           | ▲200.1                            | ▲4,089.          | ▲3,826.7          | ▲(+)262.413                           |
| 31 Март 1999   | ▲4,252.7                           | ▲214.2                            | ▲4,442.9         | ▲4,130.2          | ▲(+)312.959                           |
| 31 Март 2000   | ▲4,775.4                           | ▲269.9                            | ▲5,113.8         | ▲4,812.9          | ▼(+)300.900                           |
| 31 Март 2001   | ▲5,719                             | ▲335                              | ▲6,359           | ▲5,693            | ▲(+)666                               |
| 31 Март 2002   | ▲6,765                             | ▲401                              | ▲7,137           | ▲6,511            | ▼(+)626                               |
| 31 Март 2003   | ▲8,503                             | ▲525                              | ▲9,514           | ▲8,513            | ▲(+)1,001                             |
| 31 Март 2004   | ▲10,441                            | ▲660                              | ▲13,116          | ▲11,368           | ▲(+)1,749                             |
| 31 Март 2005   | ▲12,529                            | ▲838                              | ▲17,909          | ▲15,290           | ▲(+)2,619                             |
| 31 Март 2006   | ▲14,498                            | ▲1,019                            | ▲22,658          | ▲20,006           | ▲(+)2,652                             |
| 31 Март 2007   | ▲17,544                            | ▲1,156                            | ▲29,173          | ▲25,834           | ▲(+)3,339                             |
| 31 Март 2008   | ▲21,229                            | ▲1,282                            | ▲38,810          | ▲34,359           | ▲(+)4,451                             |
| 31 Март 2009   | ▲22,731                            | ▲1,408                            | ▲43,266          | ▲40,988           | ▼(+)2,278                             |
| 31 Март 2010   | ▲27,454                            | ▲1,580                            | ▲43,455          | ▼39,890           | ▲(+)3,565                             |
| 31 Март 2011   | ▲31,422                            | ▲1,767                            | ▲54,231          | ▲48,788           | ▲(+)5,443                             |
| 31 Март 2012   | ▲33,981                            | ▲1,796                            | ▲62,287          | ▲60,474           | ▼(+)1,813                             |
| 31 Март 2013   | ▲39,391                            | ▲2,086                            | ▲73,113          | ▲70,274           | ▲(+)2,839                             |
| 31 Март 2014   | ▲44,537                            | ▲2,250                            | ▲82,636          | ▲79,382           | ▲(+)3,254                             |
| 31 Март 2015   | ▲49,292                            | ▲2,377                            | ▲88,819          | ▲82,926           | ▲(+)5,893                             |
| 31 Март 2016   | ▲51,853                            | ▲2,509                            | ▼85,044          | ▼76,714           | ▲(+)8,330                             |
| 31 Март 2017   | ▲56,076                            | ▲2,577                            | ▲85,083          | ▲82,648           | ▼(+)2,435                             |
| 31 Март 2018   | ▲58,485                            | ▲2,623                            | ▲92,322          | ▲88,236           | ▲(+)4,086                             |

## Брендинг

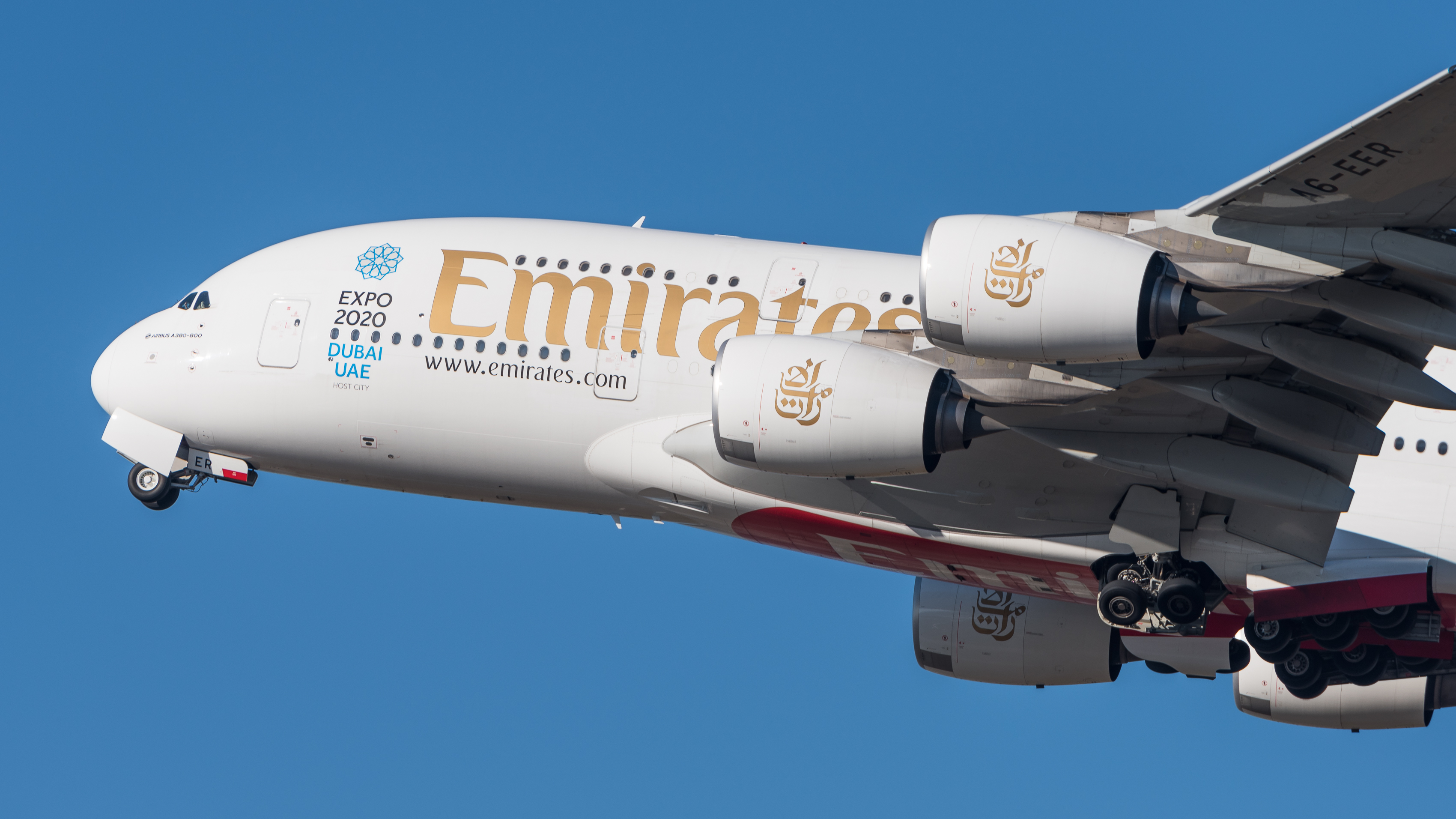
Emirates Airbus A380-861, бортовой номер A6-EER. Логотип авиакомпании на арабском языке нанесён на двигателях.

В 1990-х годах Emirates выпустила свой первый рекламный ролик под лозунгом Будь добр к себе, Летай Emirates (So be good to yourself, Fly Emirates). В дальнейшем, авиакомпания использовала следующие слоганы: Из Дубая по всему миру (From Dubai to destinations around the world), Продолжай открывать (Keep Discovering), Hello Tomorrow (Здравствуй завтра) , Летай Emirates (Fly Emirates). Текущий лозунг — Летать лучше (Fly Better).

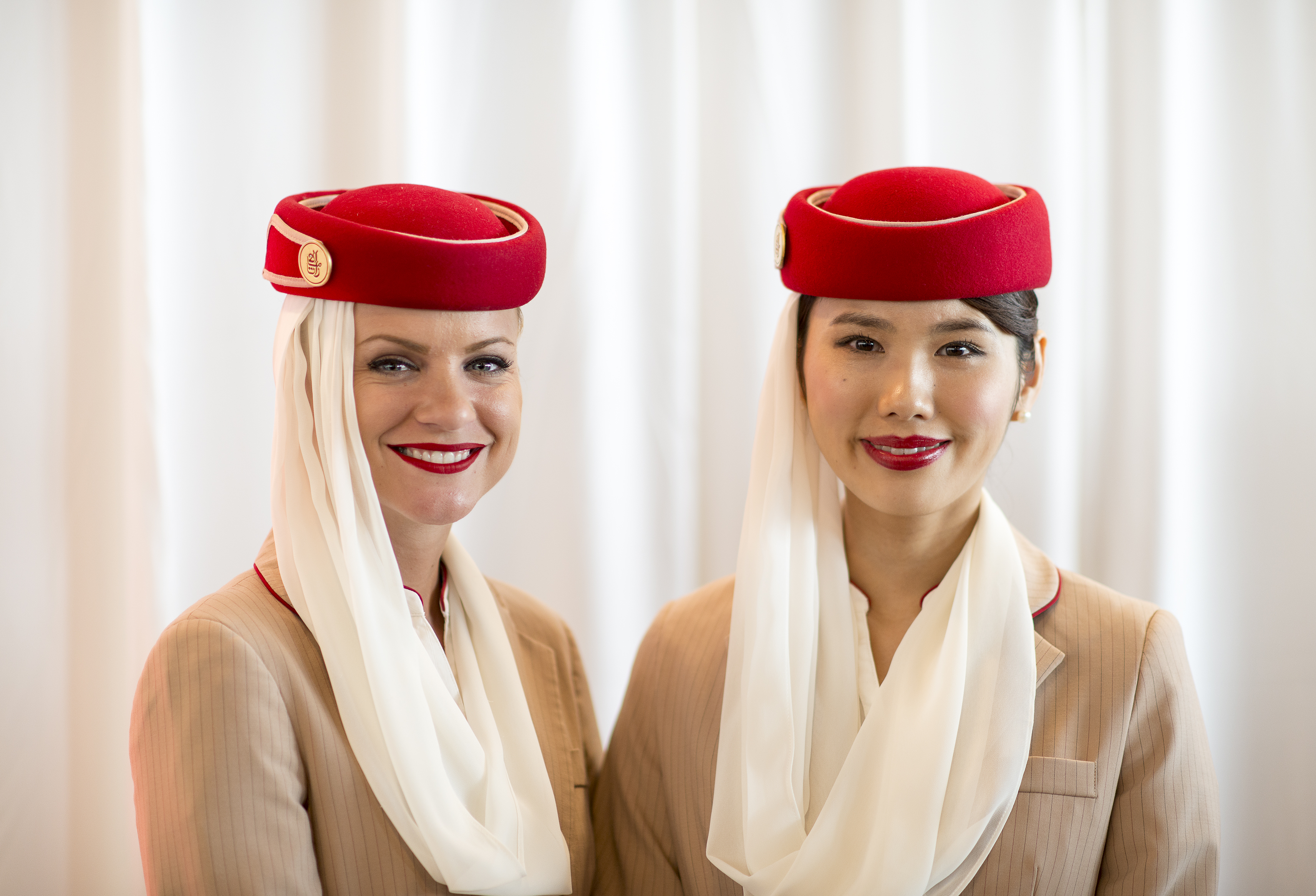
Emirates Форма стюардесс

В августе 2008 года, авиакомпания представила новый дизайн униформы для своих сотрудников, разработанный Саймоном Джерси и напоминает традиционный стиль региона, где базируется авиакомпания. Неотъемлемой частью женской униформы наземного персонала является шляпка, юбка с красными складками, более облегающая блузка, красные кожаные туфли и сумка. Бортовая униформа мужчин и женщин-бортпроводников включает жилеты вместо ранее использовавшихся курток и плащей. Женский наряд бортпроводников состоит из бежевого костюма с юбкой с красными складками, бежевой блузки с шейным белым платком, который крепится к красной шляпке. Мужчины бортпроводники носят тонкие коричневые костюмы с рубашками кремового цвета и галстук в коричневую и красную полоски.
С момента своего образования, в 1985 году, на все самолёты Emirates, за некоторым исключением, была нанесена часть флага Объединённых Арабских Эмиратов в хвостовой части, каллиграфия логотипа на арабском языке на двигателях и логотип Emirates на фюзеляже как на арабском, так и на английском языках. Цветовая гамма, используемая с 1985 года, была изменена в ноябре 1999 года на ту, которая используется по сей день. Это изменение было связано с изменением логотипа, увеличением и перемещением английского логотипа, в сторону передней части самолёта и видоизменённым флагом в хвостовой части.
В 2015 году Дженнифер Энистон снялась в двух рекламных роликах авиакомпании.

## Спонсорская деятельность

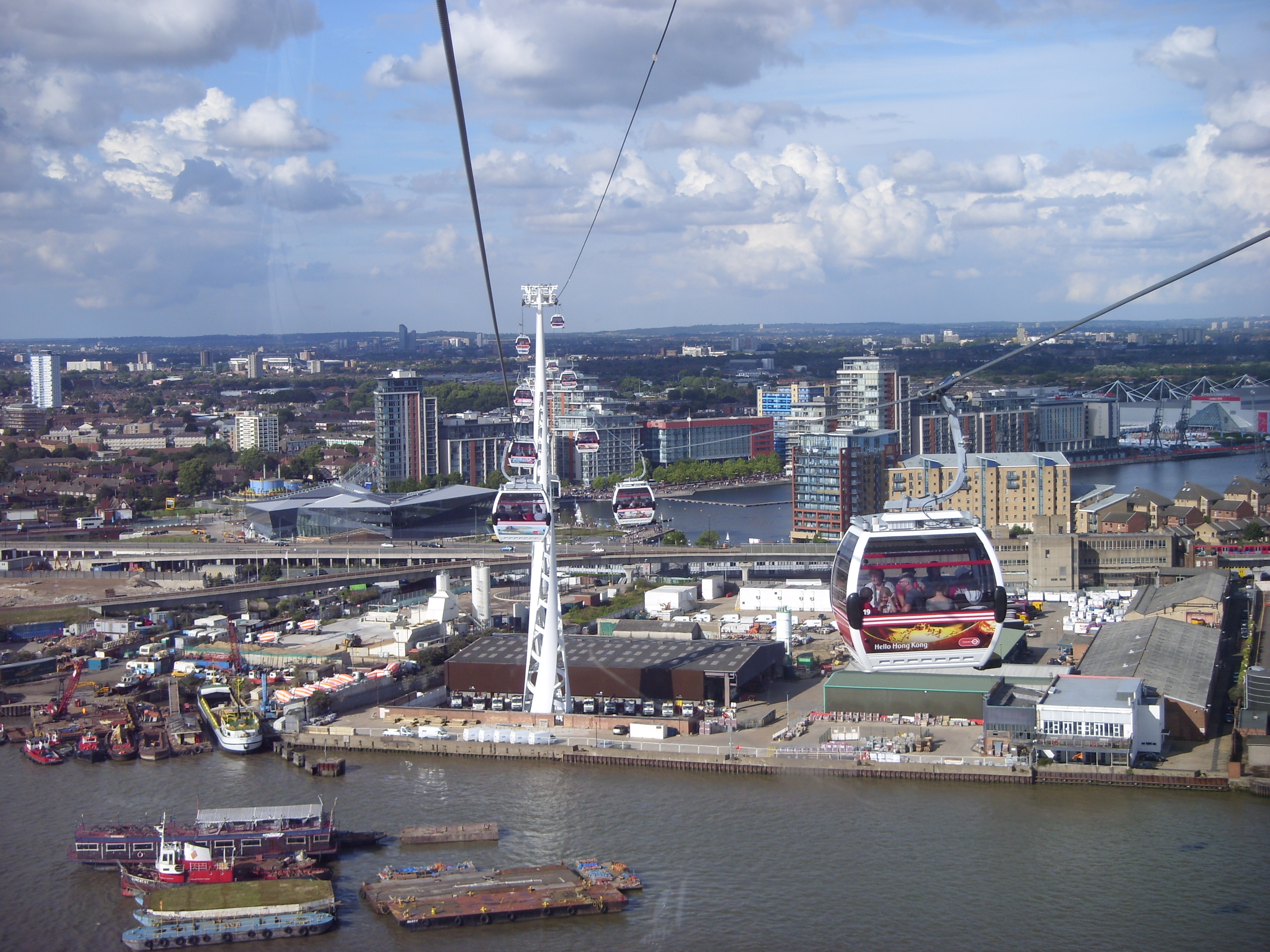
Канатная дорога Emirates Air Line над Темзой в Лондоне

### Культура и искусство
Emirates — партнёр Литературного фестиваля Emirates, фестиваля шоппинга Летние сюрпризы Дубая (Dubai Summer Surprises), Международного джазового фестиваля Emirates в Дубае и Международного кинофестиваля в Дубае.
Авиакомпания, также, оказывает спонсорскую помощь австралийским Мельбурнскому и Сиднейскому симфоническим оркестрам, а в США симфоническому оркестру Сан-Франциско.

### Инфраструктура

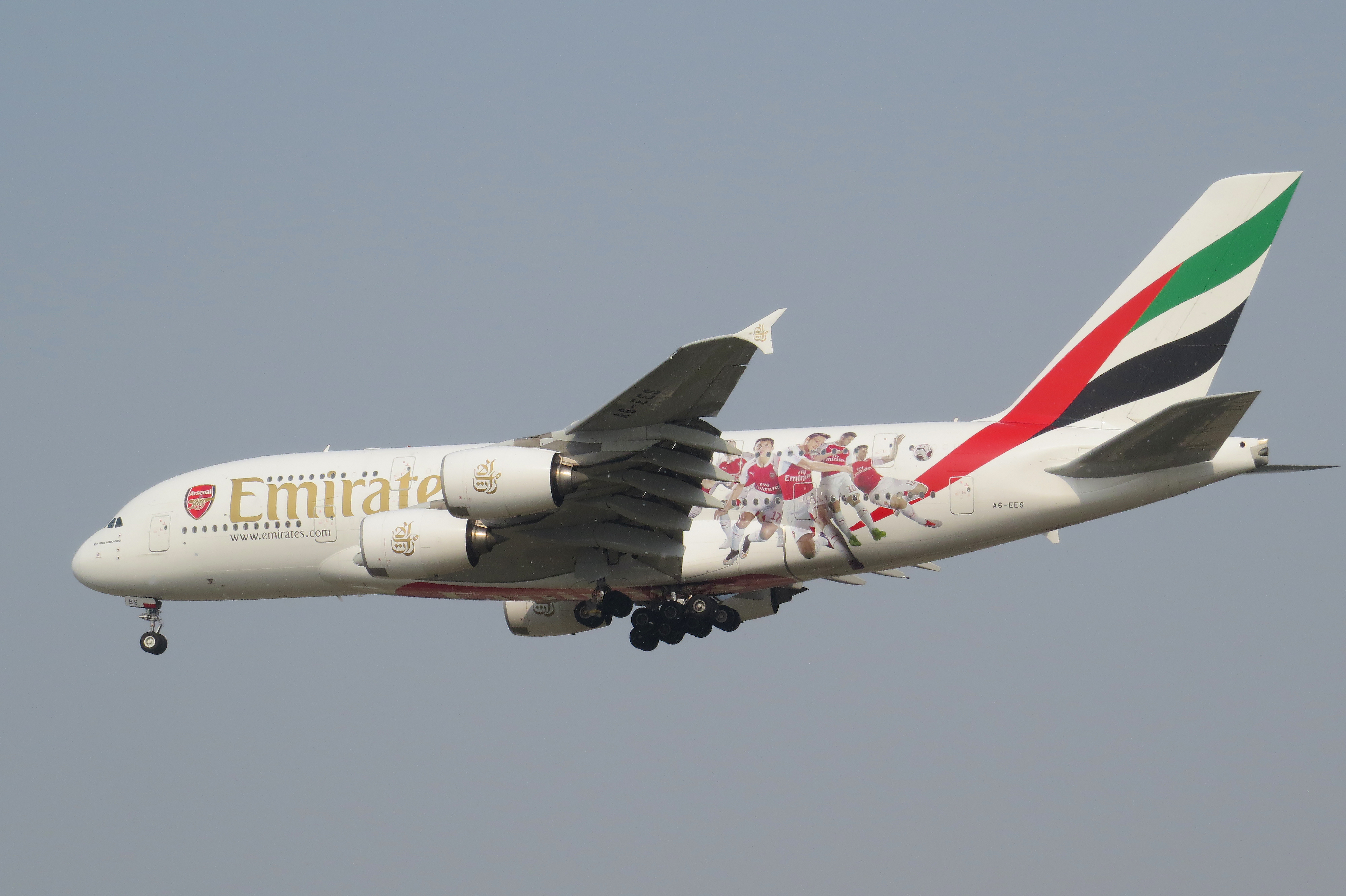
Emirates Airbus A380, бортовой номер A6-EEK, в специальной ливрее

Канатная дорога Emirates Air Line — это первая в Лондоне городская система канатных дорог, обеспечивающая необходимую транспортную связь через Темзу между районами Гринвич и Ньюэм.

### Велоспорт
С 2018 года Emirates является титульным спонсором профессиональной велосипедной команды UAE Team Emirates, имеющей лицензию UCI высшей категории WorldTour.
Имея в своем составе неоднократного победителя Гранд туров словенца Тадея Погачара, велокоманда в период сотрудничества с Emirates добилась значительных успехов, заняв 1 место в рейтинге UCI в 2023 году.

### Футбол
Emirates спонсирует футбольные клубы «Арсенал» и домашний стадион «Эмирейтс», «Милан», «Реал Мадрид», «Олимпик Лион», «Олимпиакос» (Пирей), «Нью-Йорк Космос», «Бенфика».
Авиакомпания является главным партнёром Кубка Англии по футболу, сотрудничает с Азиатской конфедерацией футбола и Лигой стран Персидского залива.

### Регби
Emirates выступает спонсором Кубка мира по регби и является официальным перевозчиком турнира, а также имеет спонсорское соглашение с судейским корпусом Международного совета регби (ИРБ). Кроме того, авиакомпания спонсирует турниры Emirates Airline Dubai Rugby Sevens и Emirates Airline Glasgow Sevens, а также американские команды US Rugby Sevens и XVs.

### Теннис
Авиакомпания спонсирует два турнира Большого шлема — Ролан Гаррос и серию US Open. Кроме того, Emirates выступает спонсором таких турниров, как Dubai Tennis Championship, BNP Paribas Open, Barcelona Open, Internazionali BNL d’Italia (BNP) и Rogers Cup.
Недавно было заключено 5-летнее соглашение о глобальном партнёрстве с ассоциацией ATP, по условиям которого авиакомпания становится официальным авиаперевозчиком Мирового тура ATP, а также титульным спонсором рейтинга ATP.

### Другой спорт

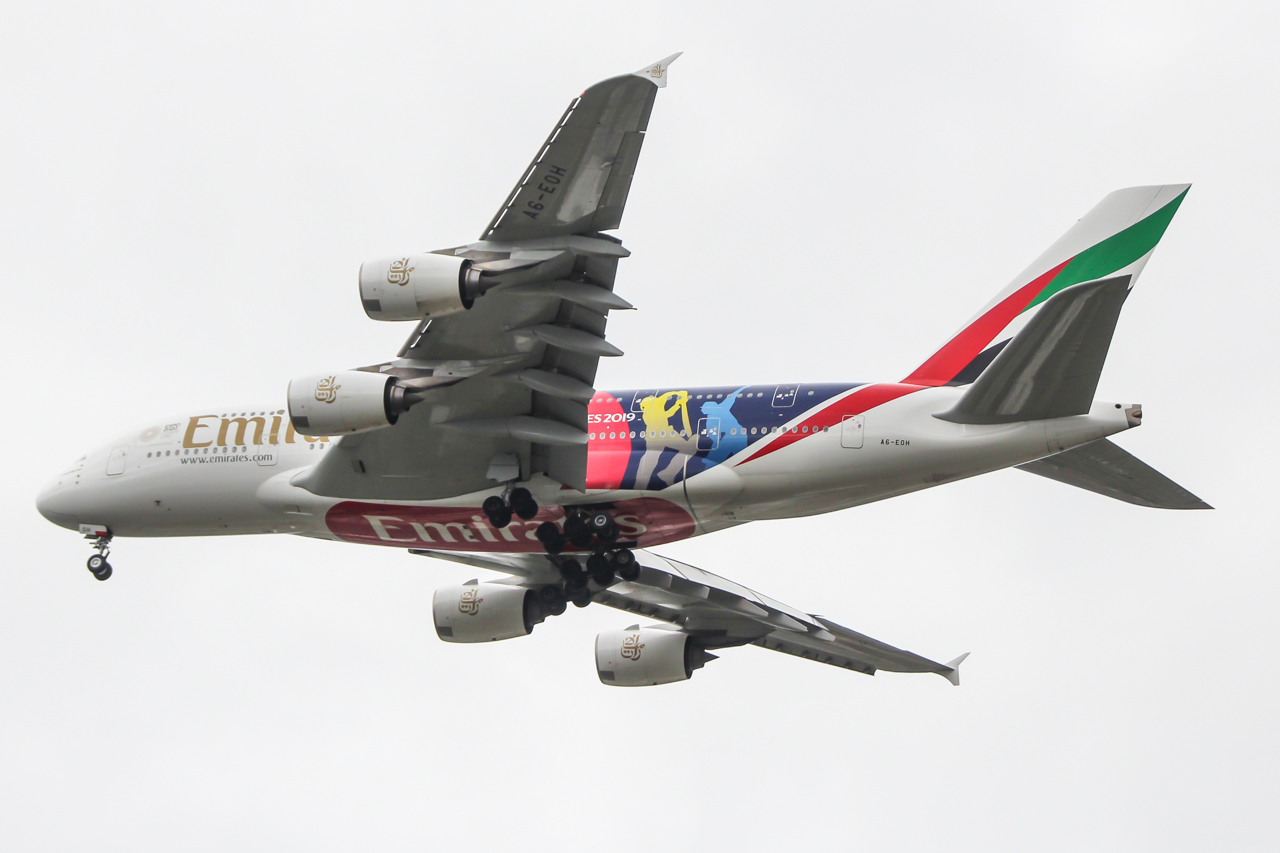
Emirates A380 в ливрее Чемпионат мира по крикету 2019

Авиакомпания традиционно широко поддерживает конный спорт и участвует в крупнейших соревнованиях, таких как Melbourne Cup Carnival, Dubai World Cup, Dubai World Cup Carnivall и Singapore Derby.
Emirates является одним из ведущих спонсоров крупнейших соревнований по гольфу по всему миру и официальным авиаперевозчиком 22 международных турниров.
Все основные события в мире крикета проходят при поддержке Emirates, включая Кубок мира по крикету (ICC Cricket World Cup), ICC World Twenty20 и Кубок чемпионов (ICC Champions Trophy).
Авиакомпания является главным спонсором клуба Коллингвуд по австралийскому футболу.
С 2013 года Emirates является глобальным партнёром Формулы-1. Логотип Fly Emirates размещается на трассах большинства гонок.

## Маршрутная сеть
Авиакомпания выполняет более 3000 рейсов в неделю и по состоянию на 1 февраля 2019 года имеет маршрутную сеть из 142 пунктов назначения в 78 странах мира на шести континентах. Хаб авиакомпании — Международный аэропорт Дубай.

### Австралия
- Аделаида - Boeing 777-200LR
- Брисбен - Airbus A380-800
- Мельбурн - Airbus A380-800, Boeing 777-300ER
- Перт - Airbus A380-800, Boeing 777-300ER
- Сидней - Airbus A380-800

### Австрия
- Вена - Airbus A380-800, Boeing 777-300ER

### Алжир
- Алжир - Boeing 777-300ER

### Ангола
- Луанда - Boeing 777-300ER

### Аргентина
- Буэнос-Айрес (через Рио-де-Жанейро)[77] - Boeing 777-300ER

### Бангладеш
- Дакка - Boeing 777-300ER

### Бахрейн
- Бахрейн - Boeing 777-300ER, Airbus A350-900[78], Airbus A380-800 (единожды 14 апреля 2025 года)[79]

### Бельгия
- Брюссель - Boeing 777-300ER, Airbus A380-800 (18 сентября 2015 года, затем 19 апреля 2018 года)[80]

### Кот-д’Ивуар
- Абиджан (через Аккру)[81] - Boeing 777-300ER

### Бразилия
- Рио-де-Жанейро - Boeing 777-300ER
- Сан-Паулу - Airbus A380-800

### Венгрия
- Будапешт - Boeing 777-300ER

### Вьетнам
- Ханой - Boeing 777-300ER
- Хошимин - Boeing 777-300ER

### Гана
- Аккра - Boeing 777-300ER, Airbus A380-800 (единожды 2 октября 2018 года)[80]

### Гвинея
- Конакри - Boeing 777-300ER

### Германия
- Гамбург - Boeing 777-300ER
- Дюссельдорф - Airbus A380-800, Boeing 777-300ER
- Мюнхен - Airbus A380-800
- Франкфурт-на-Майне - Airbus A380-800, Boeing 777-300ER

### Гонконг
- Гонконг - Airbus A380-800, Boeing 777-300ER

### Греция
- Афины - Boeing 777-300ER

### Дания
- Копенгаген - Airbus A380-800

### Египет
- Каир - Airbus A380-800, Boeing 777-200LR

### Замбия
- Лусака - Boeing 777-300ER

### Зимбабве
- Хараре (через Лусаку)[82] - Boeing 777-300ER

### Израиль
- Тель-Авив - Boeing 777-300ER, Airbus A380-800 (единожды 6 декабря 2021 года)[80]; С 9 октября 2023 года полеты приостановлены[48]

### Индия
- Ахмадабад - Boeing 777-300ER, Airbus A350-900[83]
- Бенгалор - Airbus A380-800, Boeing 777-300ER
- Калькутта - Boeing 777-300ER
- Кочин - Boeing 777-300ER, Boeing 777-200LR
- Мумбаи - Airbus A380-800, Boeing 777-300ER, Boeing 777-200LR, Airbus A350-900
- Нью-Дели - Boeing 777-300ER, Airbus A380-800 (единожды 15 июля 2010 года)[80]
- Тривандрам - Boeing 777-300ER
- Хайдарабад - Boeing 777-300ER
- Ченнаи - Boeing 777-300ER

### Индонезия
- Денпасар (остров Бали) - Airbus A380-800, Boeing 777-300ER
- Джакарта - Boeing 777-300ER

### Иордания
- Амман - Airbus A380-800, Boeing 777-300ER, Boeing 777-200LR

### Ирак
- Багдад - Boeing 777-300ER, Boeing 777-200LR
- Басра - Boeing 777-300ER, Boeing 777-200LR

### Иран
- Тегеран - Boeing 777-300ER, Airbus A380-800 (единожды 30 сентября 2014 года)[80]

### Ирландия
- Дублин - Boeing 777-300ER

### Испания
- Барселона - Airbus A380-800, Boeing 777-200LR
- Мадрид - Airbus A380-800, Boeing 777-300ER

### Италия
- Болонья - Boeing 777-300ER
- Венеция - Boeing 777-300ER
- Милан - Airbus A380-800
- Рим - Airbus A380-800, Boeing 777-300ER

### Камбоджа
- Пномпень (через Сингапур)[84] - Boeing 777-300ER

### Канада
- Монреаль - Boeing 777-200LR
- Торонто - Airbus A380-800

### Кения
- Найроби - Boeing 777-300ER

### Кипр
- Ларнака - Boeing 777-300ER

### Китай
- Гуанчжоу - Boeing 777-300ER
- Пекин - Boeing 777-300ER
- Шанхай - Boeing 777-300ER

### Колумбия
- Богота (через Майами)[85] - Boeing 777-300ER

### Кувейт
- Эль-Кувейт - Boeing 777-300ER, Boeing 777-200LR, Airbus A350-900

### Ливан
- Бейрут - Boeing 777-300ER, Airbus A380-800 (единожды 29 марта 2018 года)[80]

### Маврикий
- Маврикий - Airbus A380-800

### Мадагаскар
- Антананариву (через Викторию, Сейшельские Острова)[86] - Boeing 777-300ER

### Малайзия
- Куала-Лумпур - Airbus A380-800, Boeing 777-300ER

### Мальдивские Острова
- Мале - Boeing 777-300ER

### Мальта
- Мальта (через Ларнаку)[87] - Boeing 777-300ER

### Марокко
- Касабланка - Airbus A380-800

### Мексика
- Мехико (через Барселону)[88] - Boeing 777-200LR

### Нигерия
- Лагос - Boeing 777-300ER

### Нидерланды
- Амстердам - Airbus A380-800, Boeing 777-300ER

### Новая Зеландия
- Крайстчерч (через Сидней)[89] - Airbus A380-800
- Окленд - Airbus A380-800

### Норвегия
- Осло - Boeing 777-300ER

### Оман
- Маскат - Boeing 777-300ER

### Пакистан
- Исламабад - Boeing 777-300ER, Airbus A380-800 (единожды 8 июля 2018 года)[80]
- Карачи - Boeing 777-300ER, Boeing 777-200LR
- Лахор - Boeing 777-300ER
- Пешавар - Boeing 777-300ER
- Сиялкот - Boeing 777-300ER

### Польша
- Варшава - Boeing 777-300ER, Airbus A380-800 (единожды 10 февраля 2017 года)[80]

### Португалия
- Лиссабон - Boeing 777-300ER

### Россия
- Москва - Airbus A380-800, Boeing 777-300ER
- Санкт-Петербург - Boeing 777-300ER, Airbus A380-800 (25-28 октября 2018 года и 7 мая 2025 года)[80][90]

### Саудовская Аравия
- Джидда - Airbus A380-800
- Медина - Boeing 777-300ER, Airbus A380-800 (23 августа 2017 года и 2–3 августа 2019 года)[80]
- Эд-Даммам - Boeing 777-300ER
- Эр-Рияд - Boeing 777-300ER

### Сейшельские Острова
- Маэ - Boeing 777-300ER

### Сенегал
- Дакар - Boeing 777-300ER

### Сингапур
- Сингапур - Airbus A380-800, Boeing 777-300ER

### Великобритания
- Бирмингем - Airbus A380-800, Boeing 777-300ER
- Глазго - Airbus A380-800
- Лондон (Хитроу) - Airbus A380-800
- Лондон (Станстед) - Boeing 777-300ER
- Лондон (Гатвик) - Airbus A380-800, Boeing 777-300ER
- Манчестер - Airbus A380-800
- Ньюкасл - Boeing 777-300ER
- Эдинбург - Airbus A350-900

### Соединённые Штаты Америки
- Бостон - Boeing 777-300ER
- Вашингтон - Airbus A380-800
- Даллас - Boeing 777-300ER
- Лос-Анджелес - Airbus A380-800
- Майами - Boeing 777-300ER
- Нью-Йорк (имени Джона Кеннеди) - Airbus A380-800
- Нью-Йорк (Ньюарк Либерти, через Афины)[91] - Boeing 777-300ER
- Орландо - Boeing 777-300ER, Airbus A380-800 (единожды 1 сентября 2025 года)[80]
- Сан-Франциско - Airbus A380-800
- Сиэтл - Boeing 777-300ER
- Хьюстон - Airbus A380-800
- Чикаго - Boeing 777-300ER, Airbus A380-800 (единожды 19 июля 2016 года)[80]

### Таиланд
- Бангкок - Airbus A380-800, Boeing 777-300ER
- Пхукет - Boeing 777-300ER

### Китайская Республика (Тайвань)
- Тайбэй - Airbus A380-800

### Танзания
- Дар-эс-Салам - Boeing 777-300ER

### Тунис
- Тунис - Boeing 777-300ER

### Турция
- Стамбул - Airbus A380-800, Boeing 777-300ER

### Уганда
- Энтеббе - Boeing 777-300ER

### Филлипины
- Анхелес (через Себу)[92] - Boeing 777-300ER
- Манила - Boeing 777-300ER
- Себу - Boeing 777-300ER

### Франция
- Лион - Boeing 777-300ER
- Ницца - Airbus A380-800
- Париж - Airbus A380-800

### Чехия
- Прага - Airbus A380-800

### Швейцария
- Женева - Boeing 777-300ER
- Цюрих - Airbus A380-800, Boeing 777-300ER

### Швеция
- Стокгольм - Boeing 777-300ER

### Шри-Ланка
- Коломбо (прямой из Дубая, и через Мале)[93] - Boeing 777-300ER, Airbus A350-900, Airbus A380-800 (единожды 14 августа 2017 года)[80]

### Эфиопия
- Аддис-Абеба - Boeing 777-300ER, Boeing 777-200LR

### Южная Африка (ЮАР)
- Дурбан - Boeing 777-300ER
- Йоханнесбург - Airbus A380-800, Boeing 777-300ER
- Кейптаун - Boeing 777-300ER

### Южная Корея
- Сеул - Airbus A380-800, Boeing 777-300ER

### Япония
- Токио (Ханеда) - Boeing 777-300ER
- Токио (Нарита) - Airbus A380-800
- Осака - Airbus A380-800

К декабрю 2021 года авиакомпания Emirates перевезла на своих рейсах в общей сложности 600 млн доз вакцины против Covid-19 в более чем 80 пунктов назначения, что является одним из самых больших объёмов, перевозимых любой авиакомпанией в мире.
К апрелю 2021 года Emirates SkyCargo восстановила свою глобальную сеть грузовых рейсов в более чем 135 пунктов назначения на шести континентах, или более 85 % своей глобальной сети до пандемии. К концу июня 2021 года Emirates SkyCargo работала более чем в 140 направлениях, восстановив 90 % своей сети до Covid-19.
Кроме того, Emirates принадлежат рекорды самого длинного и самого короткого перелётов в мире на Airbus A380-800. Рейс Дубай — Окленд (запущен 2 марта 2016 года) на сегодняшний день считается самым протяжённым регулярным прямым перелётом в мире на Airbus A380-800. Дальность полёта составляет около 14 тыс. километров, а продолжительность — до 17 часов. Рейсы по этому маршруту продолжаются по настоящее время. Одноразовый рейс Дубай — Бахрейн, выполненный 14 апреля 2025 года стал самым коротким рейсом в мире на Airbus A380-800. Расстояние между пунктами назначения составляет около 488 километров, а продолжительность рейса — около 1 часа 15 минут. Полёт был приурочен к завершению Гран-при Бахрейна.

## Код-шеринговые соглашения

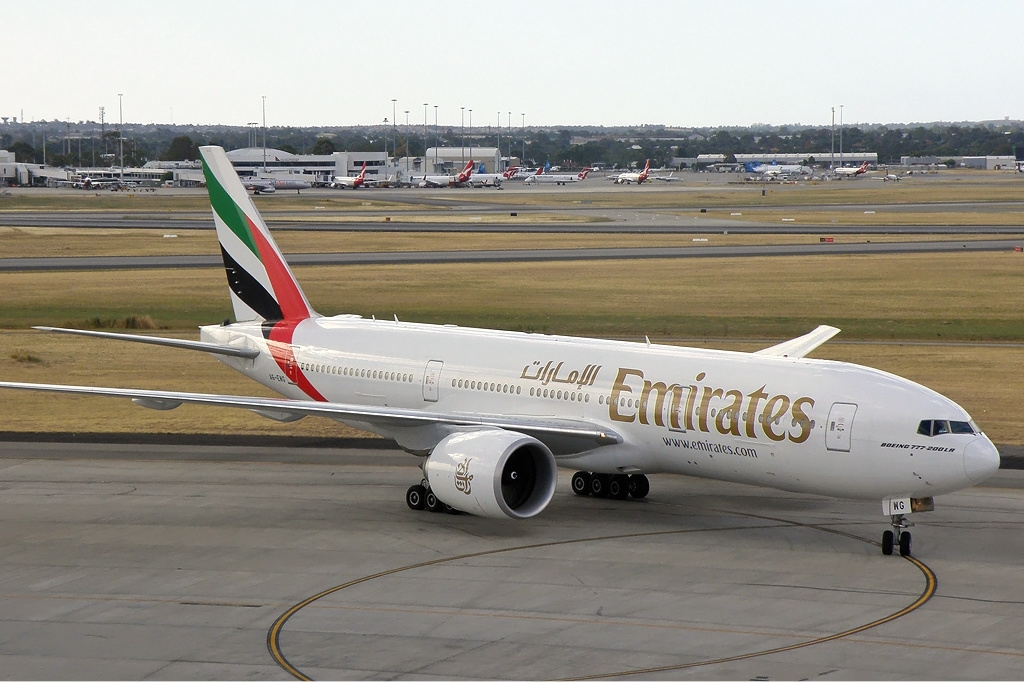
Emirates Boeing 777-200LR в австралийском аэропорту Перт

Emirates не является членом ни одного из трёх глобальных альянсов авиакомпаний — Oneworld, SkyTeam или Star Alliance. В 2000 году авиакомпания планировала вступление в Star Alliance, но предпочла остаться независимой.

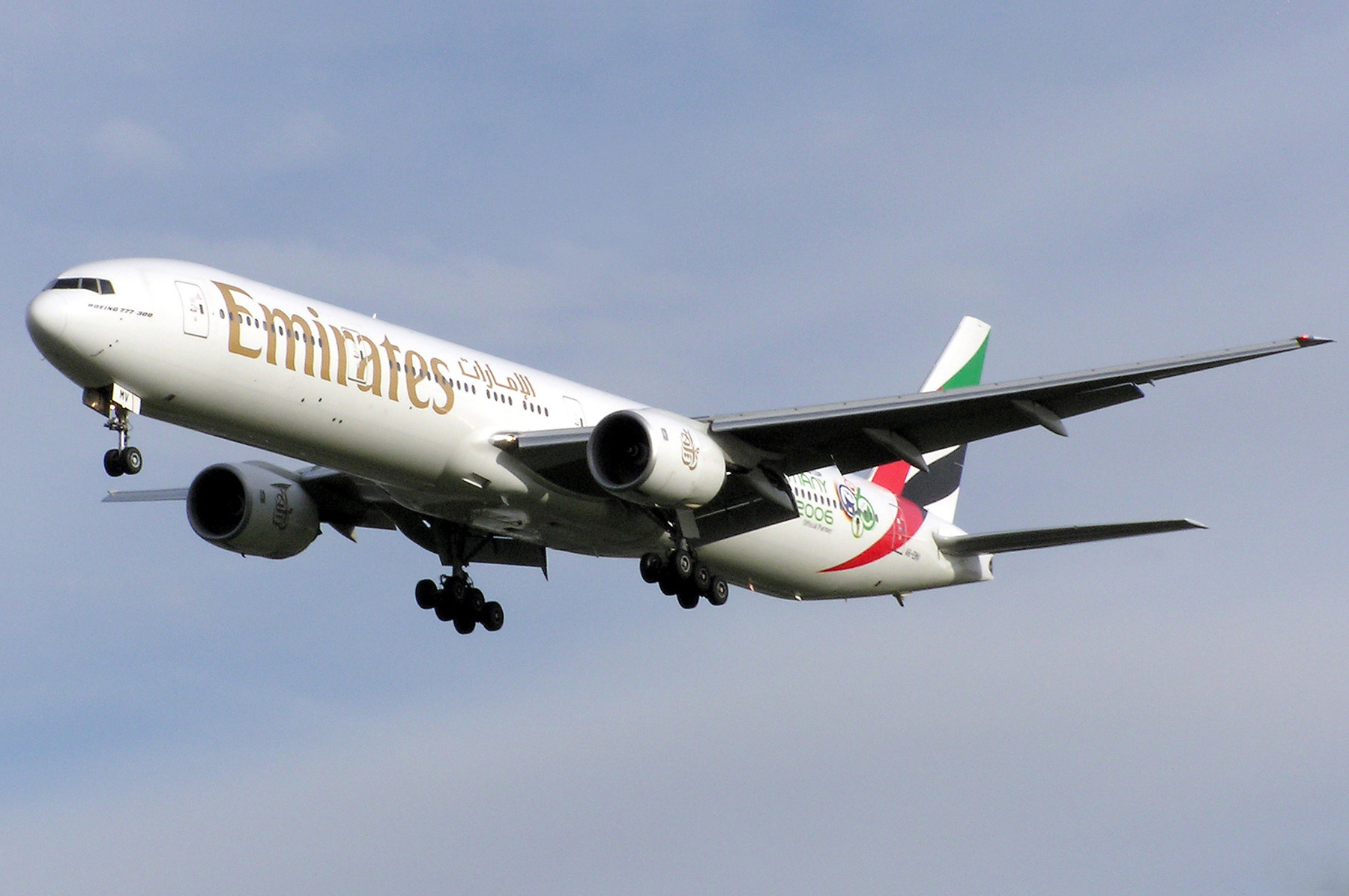
Emirates Boeing 777-300, бортовой номер A6-EMV, на посадке в лондонском аэропорту Хитроу

Авиакомпания Emirates имеет код-шеринговые соглашения со следующими перевозчиками:
| - Air Mailta      | - Japan Airlines       | - S7 Airlines           |
| - Air Mauritius   | - JetBlue              | - South African Airways |
| - Alaska Airlines | - Jetstar Airways      | - TAP Portugal          |
| - Bangkok Airways | - Jetstar Asia Airways | - Thai Airways          |
| - Copa Airlines   | - Korean Air           | - TGV (SNCF) ж/д        |
| - Flybe           | - Malaysia Airlines    | - WestJet               |
| - flydubai        | - Qantas               | - GOL                   |

## Подразделения

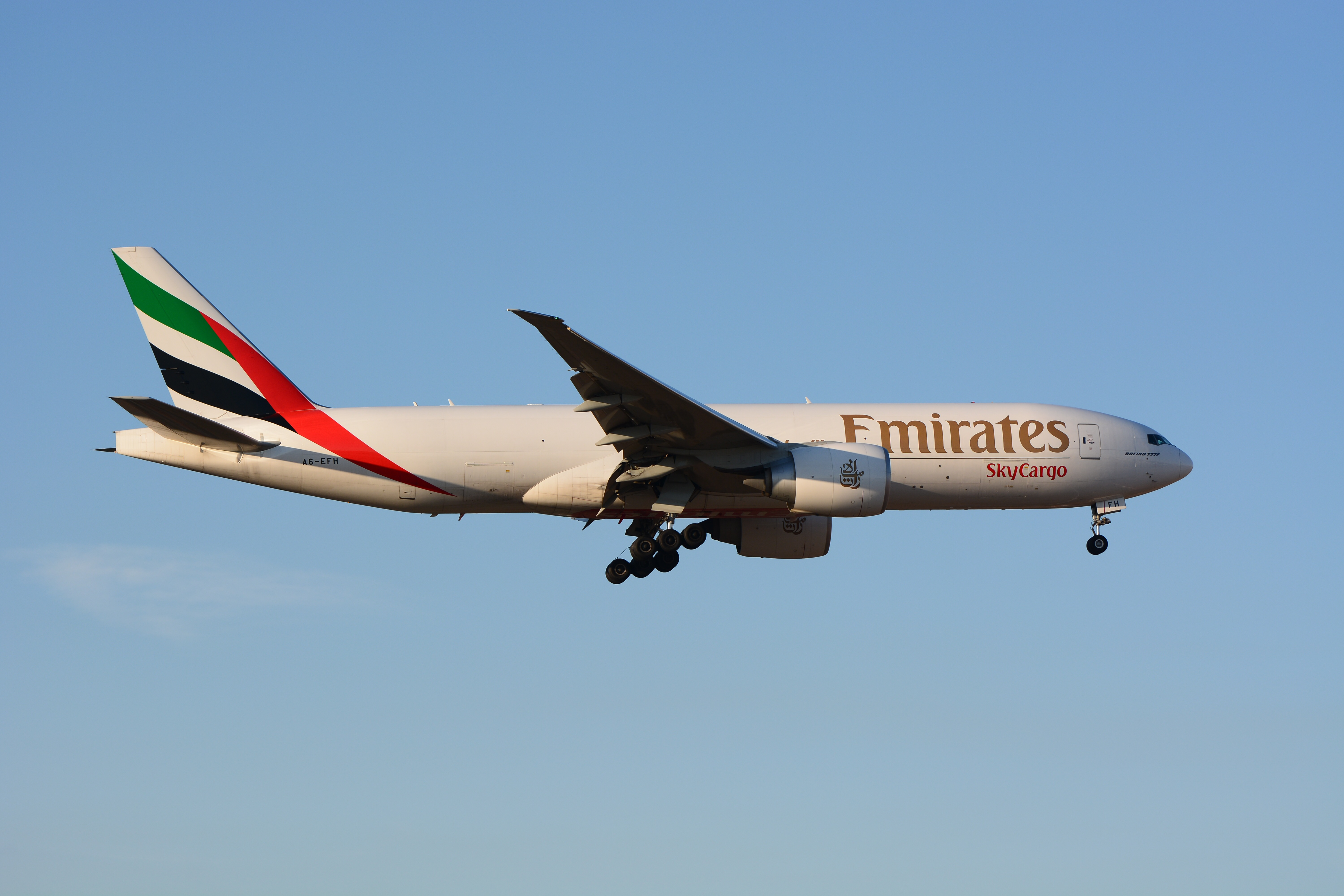
Emirates SkyCargo Boeing 777F, бортовой номер A6-EFH

### Emirates SkyCargo
Emirates SkyCargo — грузовое подразделение авиакомпании Emirates, было образовано в октябре 1985 года, в том же году, что и материнская авиакомпания. Свой первый собственный самолёт Emirates SkyCargo получила в 2001 году, это был Boeing 747 в версии карго.
По состоянию на 1 февраля 2019 года, авиакомпания эксплуатирует 13 самолётов Boeing 777F.

### Emirates Executive
Авиакомпания Emirates Executive была открыта в 2013 году для выполнения корпоративных и частных чартеров. В парке один бизнес-джет Airbus ACJ319, вмещающий 19 человек. Самолёт оборудован ванной комнатой с душем.

## Флот

### В эксплуатации
Emirates эксплуатирует авиапарк, состоящий исключительно из широкофюзеляжных самолётов. Авиакомпания является крупнейшим эксплуатантом моделей Boeing 777 и Airbus A380. Дочерняя авиакомпания Emirates Executive эксплуатирует один узкофюзеляжный самолёт. Материнская авиакомпания не использует такие типы с 1995 года.
Средний возраст самолётного парка авиакомпании — 9,3 лет.
Авиакомпания Emirates подписала с корпорацией Boeing контракт на покупку 40 самолётов Boeing 787-10 Dreamliner. Стоимость сделки — $15,1 млрд. Об этом говорится на сайте Boeing.
По состоянию на март 2023 года флот авиакомпании составляют (с учётом дочерних авиакомпаний):
| Тип самолёта             | В эксплуатации | Заказано | Число мест   | Число мест   | Число мест  | Число мест | Примечания |
| Тип самолёта             | В эксплуатации | Заказано | Первый класс | Бизнес класс | Экономкласс | Всего      | Примечания |
| ------------------------ | -------------- | -------- | ------------ | ------------ | ----------- | ---------- | --- |

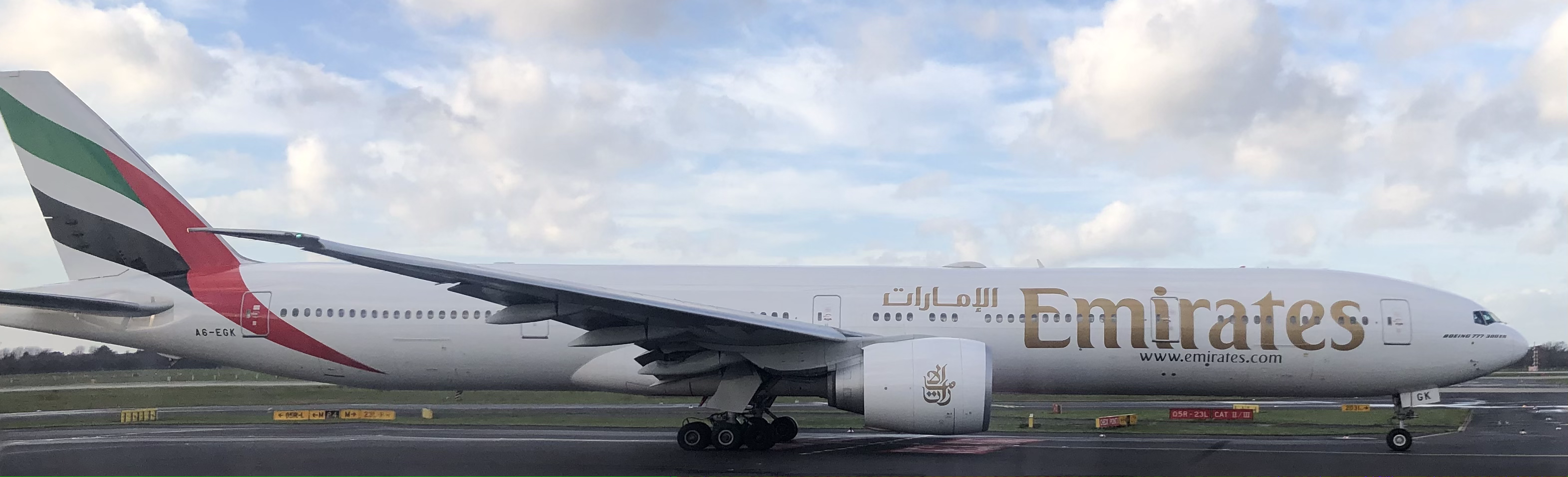
Emirates Boeing 777-300ER, бортовой номер A6-EGK

| Airbus A380-800          | 119            | —        | 14           | 76           | 399         | 489        | Крупнейший оператор Airbus A380-800 10 бортов в ливрее Journey to the Future 6 бортов в ливрее Dubai Expo 1 борт в ливрее Year of the Fiftieth 1 борт в ливрее Реал Мадрид |
| Airbus A380-800          | 119            | —        | 14           | 76           | 401         | 491        | Крупнейший оператор Airbus A380-800 10 бортов в ливрее Journey to the Future 6 бортов в ливрее Dubai Expo 1 борт в ливрее Year of the Fiftieth 1 борт в ливрее Реал Мадрид |
| Airbus A380-800          | 119            | —        | 14           | 76           | 426         | 516        | Крупнейший оператор Airbus A380-800 10 бортов в ливрее Journey to the Future 6 бортов в ливрее Dubai Expo 1 борт в ливрее Year of the Fiftieth 1 борт в ливрее Реал Мадрид |
| Airbus A380-800          | 119            | —        | 14           | 76           | 427         | 517        | Крупнейший оператор Airbus A380-800 10 бортов в ливрее Journey to the Future 6 бортов в ливрее Dubai Expo 1 борт в ливрее Year of the Fiftieth 1 борт в ливрее Реал Мадрид |
| Airbus A380-800          | 119            | —        | 14           | 76           | 429         | 519        | Крупнейший оператор Airbus A380-800 10 бортов в ливрее Journey to the Future 6 бортов в ливрее Dubai Expo 1 борт в ливрее Year of the Fiftieth 1 борт в ливрее Реал Мадрид |
| Airbus A380-800          | 119            | —        | 0            | 58           | 557         | 615        | Крупнейший оператор Airbus A380-800 10 бортов в ливрее Journey to the Future 6 бортов в ливрее Dubai Expo 1 борт в ливрее Year of the Fiftieth 1 борт в ливрее Реал Мадрид |
| Boeing 777-200LR         | 10             | —        | 8            | 42           | 216         | 266        | Будут переконфигурированы в двухклассовую компоновку. |
| Boeing 777-200LR         | 10             | —        | 0            | 38           | 264         | 302        | Будут переконфигурированы в двухклассовую компоновку. |
| Boeing 777-300ER         | 124            | —        | 8            | 42           | 310         | 360        | Крупнейший оператор Boeing 777-300ER |
| Boeing 777-300ER         | 124            | —        | 8            | 42           | 304         | 354        | Крупнейший оператор Boeing 777-300ER |
| Boeing 777-300ER         | 124            | —        | 8            | 42           | 306         | 356        | Крупнейший оператор Boeing 777-300ER |
| Boeing 777-300ER         | 124            | —        | 6            | 42           | 306         | 354        | Крупнейший оператор Boeing 777-300ER |
| Boeing 777-300ER         | 124            | —        | 0            | 42           | 386         | 428        | Крупнейший оператор Boeing 777-300ER |
| Boeing 787-10 Dreamliner | —              | 40       | н/д          | н/д          | н/д         | н/д        | Поставки с ~2025 года |
| Airbus ACJ319            | 1              | —        |              |              |             |            | Emirates Executive |
| Boeing 777F              | 11             | —        |              |              |             |            | Emirates SkyCargo |
| Boeing 777-8             | —              | 35       |              |              |             |            | Поставки с ~2027 года |
| Boeing 777-9             | —              | 115      |              |              |             |            | Поставки с ~2025 года |
| Airbus A350-900          | 2              | 48       |              |              |             |            | Начало поставок на конец 2024 - — начало 2025 года. Первые единицы уже готовятся. Первый самолёт был поставлен в ноябре 2024 года.                                         |
| Всего                    | 267            | 243      |              |              |             |            | |

### Бывший флот
- Airbus A300-600 — 7 единиц
- Airbus A310-300 — 13 единиц
- Airbus A330-200 — 29 единиц
- Airbus A340-300(500) — 18 единиц
- Airbus A380-800 — 4 единицы
- Boeing 737-300 — 1 единица
- Boeing 747-400 — 6 единиц

## Сервис

### Бонусная программа
Бонусная программа Skyward предлагает не только классические премиальные полёты, но и опцию Cash+Miles. Каждый раз, когда вы бронируете рейс у вас будет возможность оплатить поездку наличными и милями. Это мгновенно снижает сумму наличных, необходимую для оплаты билета. Можно использовать столько миль Skywards, сколько есть у вас на счету, даже если миль недостаточно для классического премиального билета.

### Классы обслуживания

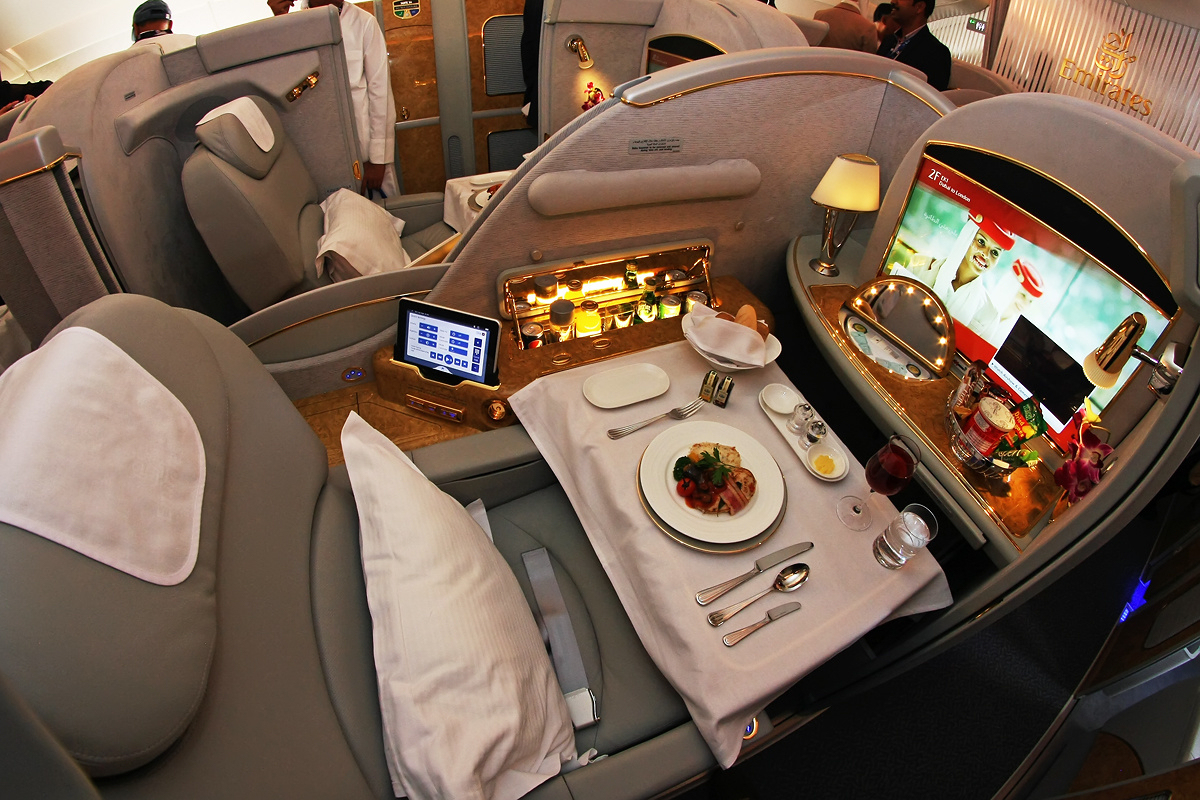
Первый класс на самолёте Airbus A380 авиакомпании Emirates

#### Первый класс
Авиакомпания предлагает два типа компоновки первого класса, один из них полностью закрытый люкс с дверью от потолка до пола, второй люкс с дверью не до потолка. В обоих есть мини-бар, вешалка для одежды и место для хранения вещей. Они также оснащены медиасистемой ICE с 23-дюймовым (58 см) жидкокристаллическим экраном, а полностью закрытый люкс оборудован 32-дюймовым (81 см) экраном. Сиденье превращается в 2-метровую (79 дюймов) полностью плоскую кровать.

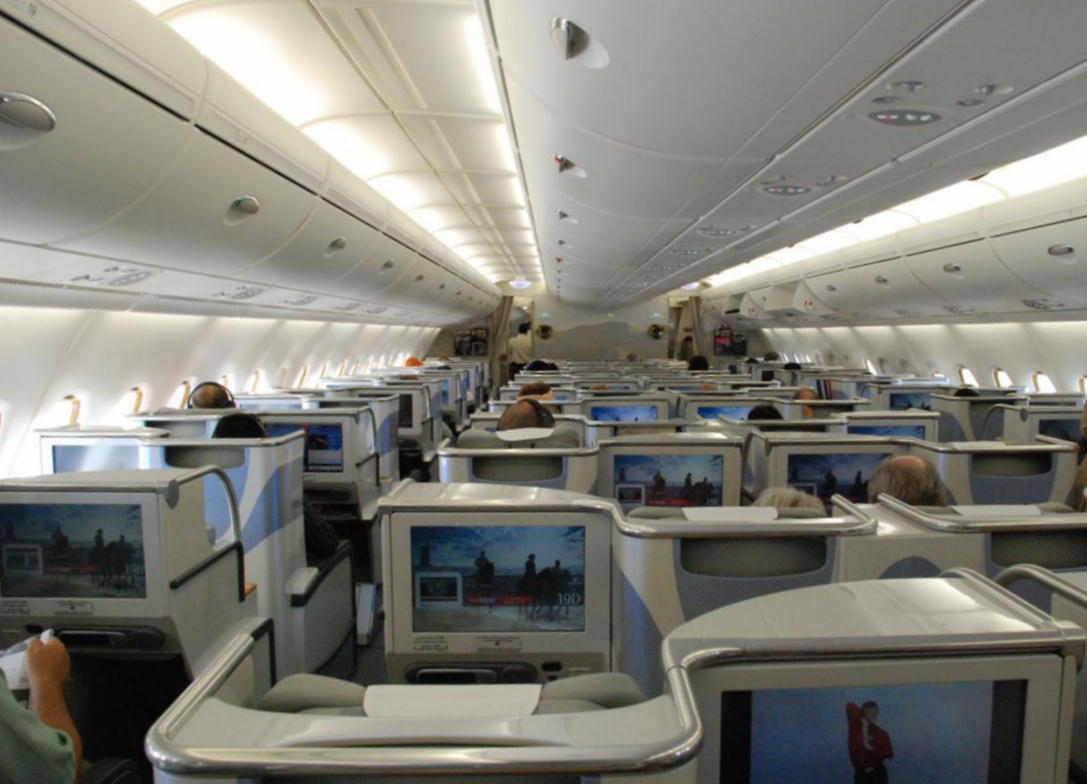
Бизнес-класс на самолёте Airbus A380 авиакомпании Emirates

Самолёты Airbus A380-800 оборудованы полностью закрытыми люксами, двумя душевыми кабинами и спа, есть барная зона для первого и бизнес-классов, а также гостиная. Премиальные классы обслуживания расположены на всей верхней палубе самолёта.
Новые салоны первого класса для Boeing 777-300ER были представлены в ноябре 2017 года. Компоновка предполагает шесть сидений по схеме 1-1-1. Средние люксы оснащены жидкокристаллическими экранами высокой чёткости, выполняющими функцию виртуальных окон, на которые с HD-камер, расположенным по обеим сторонам самолёта, транслируется изображение в режиме реального времени. К услугам гостей 2 мини-бара в каждом купе, 13-дюймовый планшет с фронтальной камерой для связи с экипажем и обслуживания номеров, панель для управления освещением и температурой. Также люксы оснащены новыми сидениями, разработанными в сотрудничестве с Mercedes-Benz.

#### Бизнес-класс

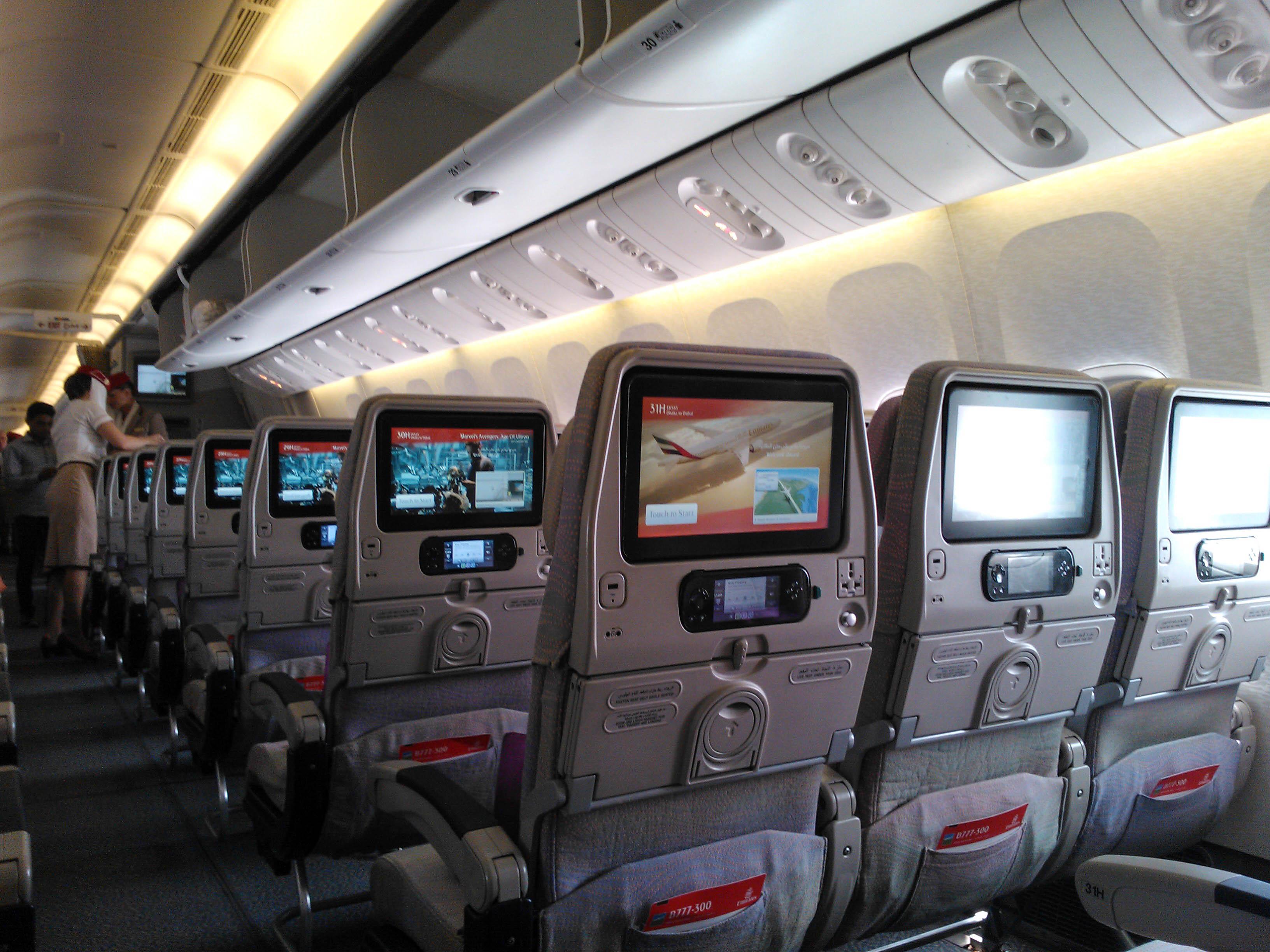
Экономкласс Emirates на самолёте Boeing 777-300ER

В бизнес-классе на самолётах Boeing 777-200LR и Boeing 777-300ER установлены кресла, оборудованные функцией массажа, которые раскладываются в 2-метровую (79 дюймов) кровать. Каждое место оснащено двумя индивидуальными лампами для чтения и общим светом, источником питания для электроприборов, USB-портами, разъёмом RCA (джек) для подключения ноутбука, 17-дюймовым экраном (43 см) с медиасистемой ICE с более чем 600 каналов.
На самолётах Airbus A380-800 кресла раскладываются в полностью плоскую кровать. Каждое место оснащено персональным мини-баром. Благодаря уникальной шахматной компоновке половина кресел бизнес-класса в этих самолётах на 23 см короче остальных, всего 1,8 метра в длину. Пассажирам бизнес-класса также доступен бар.

#### Экономкласс
Экономкласс авиакомпании предлагает 79-81-сантиметровый (31-32 дюйма) шаг сидений на самолётах Airbus и 86 см (34 дюйма) на самолётах Boeing и со стандартной шириной сиденья (за исключением самолётов Boeing 777). В Boeing 777 в одном ряду расположены десять мест. Сиденье имеет регулируемые подголовники, 3000-канальную медиасистему ICE, розетки для подзарядки (на более старых самолётах индивидуальные розетки не предусмотрены).

## Инциденты
- 9 апреля 2004 года Airbus A340-300 при выполнении рейса EK789 при взлёте из аэропорта Йоханнесбурга (ЮАР) в аэропорт Дубай не смог подняться в воздух до конца взлётно-посадочной полосы, наехал на 25 огней приближения, в результате чего лопнули четыре шины, и образовавшиеся многочисленные куски попали в различные части летательного аппарата, повредив механизм привода закрылков. Это привело к тому, что закрылки заблокировались в положении взлёта. Самолёт смог совершить аварийную посадку в том же аэропорту, остановившись всего в 250 метрах от конца взлётно-посадочной полосы длиной 3400 метров. Пострадавших не было[115].
- 20 марта 2009 года при выполнении взлёта из международного аэропорта Мельбурна (Австралия) следовавший в Дубай (ОАЭ) самолёт Airbus A340-500 (регистрационный номер A6-ERG) ударился хвостом о ВПП и оторвался от земли уже за её пределами. На борту рейса ЕК407 находилось 257 пассажиров и 18 членов экипажа. Отрыв осуществлялся на скорости 280 км/час. При взлёте самолёт ударился хвостовой частью об ВПП и за её пределами снёс один из огней светотехнической системы и несколько антенн, в результате чего была повреждена и выведена из строя система посадки ILS. Антенны были снесены на высоте 1,5 м от земли. Покрытая травой концевая полоса безопасности за пределами ВПП идёт под уклон. Самолёт прошёл примерно в 50 см от кирпичного здания технической службы, расположенного на удалении от ВПП. После взлёта экипаж набрал 7000 футов и встал в зону ожидания над заливом Порт-Филлип, чтобы слить топливо для уменьшения веса самолёта. Посадка на ВПП 34 в аэропорту Мельбурна была выполнена благополучно. Проведённым ATSB[англ.] расследованием было установлено, что причиной данного авиационного происшествия стала ошибка экипажа при вводе в компьютер взлётного веса — вместо 362,9 тонн было введено значение 262,9 т[116].
- 3 августа 2016 года в аэропорту Дубая совершил жёсткую посадку и загорелся самолёт Boeing 777-300, выполнявший рейс 521 из аэропорта Тируванантапурам (Индия) в международный аэропорт Дубай. Самолёт не смог выпустить шасси и сел на «брюхо». В самолёте находилось 282 пассажира и 18 членов экипажа. В самолёте были граждане следующих стран: 226 — Индия, 24 — Великобритания, 11 — Объединённые Арабские Эмираты, 6 — США, 6 — Саудовская Аравия, 5 — Турция, 4 — Ирландия, 2 — Австралия, 2 — Бразилия, 2 — Германия, 2 — Малайзия, 2 — Таиланд, 1 — Хорватия, 1 — Египет, 1 — Босния и Герцеговина, 1 — Ливан, 1 — Филиппины, 1 — ЮАР, 1 — Швейцария, 1 — Тунис. После аварийной посадки была произведена эвакуация пассажиров и экипажа из горящего самолёта. По данным авиационных властей ОАЭ в результате инцидента никто из находившихся в самолёте не погиб, в больницы были доставлены 14 человек. Во время эвакуации пассажиров и экипажа погиб пожарный Джасим Исса Мохаммед Хассан из города Рас-Эль-Хайма.[117] Во время пожара произошёл взрыв топлива. Самолёт полностью сгорел[118][119]. Предварительное расследование показало, что оборудование самолёта и двигатели работали нормально. Приоритетной причиной называется человеческий фактор[120].
- 1 июля 2023 года в аэропорту Пулково загорелась вспомогательная силовая установка у Boeing 777 а/к Emirates, буксируемого на точку запуска двигателей. Самолёт должен был выполнить рейс в Дубай.[121]
- 27 марта 2024 года в аэропорту Домодедово водовоз врезался в Airbus 380—800, сильно повредив самолёт. Причиной происшествия стал внезапный инсульт у водителя служебной машины[источник не указан 300 дней].